# 자메이카 식민지
자메이카 왕령식민지 및 속령은 1655년 잉글랜드 호국경 정치가 스페인 제국으로부터 점령한 이후 영국 식민지였다. 자메이카는 1707년부터 영국 식민지가 되었고 1866년에는 왕령 식민지가 되었다. 이 식민지는 주로 사탕수수 생산에 사용되었으며, 영국 통치 기간 동안 수많은 노예 반란을 겪었다. 자메이카는 1962년에 독립을 얻었다.

## 역사

### 17세기

#### 잉글랜드의 정복
1654년 말, 잉글랜드의 지도자 올리버 크롬웰은 스페인의 카리브해 식민지에 대한 서부 원정 함대를 출범시켰다. 1655년 4월, 로버트 베네이블스 장군은 함대를 이끌고 히스파니올라섬의 산토도밍고에 있는 스페인 요새를 공격했다. 그러나 스페인은 산토도밍고 공성전으로 알려진 이 서투른 공격을 격퇴했고, 잉글랜드 군대는 곧 질병으로 인해 전멸하거나 심각한 부상을 입거나 사망했을 수 있다.
열병으로 약해지고 산토도밍고에서의 패배 후 쉬운 승리를 찾던 잉글랜드군은 새로운 방어 시설이 없는 유일한 스페인령 서인도 제도인 자메이카로 항해했다. 스페인령 자메이카는 100년 넘게 스페인의 식민지였다. 1655년 5월, 약 7,000명의 잉글랜드 병사들이 자메이카의 수도인 스패니시타운 근처에 상륙했다. 잉글랜드 침략군은 곧 소수의 스페인 군대를 압도했다(당시 자메이카의 전체 인구는 약 2,500명에 불과했다).
그 후 몇 년 동안 스페인은 자메이카를 탈환하기 위해 반복적으로 시도했고, 이에 대응하여 1657년 자메이카의 잉글랜드 총독은 부카니에들이 자메이카의 포트로열에 주둔하여 스페인의 공격에 대비하도록 초청했다. 스페인은 1657년 오초 리오스 전투 (1657)와 1658년 리오 누에보 전투 (1658)에서 패배하며 자메이카를 다시 점령하지 못했다. 에드워드 도일리 총독은 스페인 마룬족 지도자 중 한 명인 후안 데 볼라스를 설득하여 영국 편으로 돌아서서 그의 마룬족 전사들과 함께 영국에 합류하도록 성공했다. 1660년, 돈 크리스토발 데 이사시가 데 볼라스가 영국에 합류했다는 사실을 알게 되자, 그는 데 볼라스와 그의 부하들이 산악 지형을 스페인과 영국보다 더 잘 알고 있었기 때문에 스페인이 섬을 탈환할 가능성이 없음을 인정했다. 이사시는 자신의 꿈을 포기하고 쿠바로 도피했다.
잉글랜드에게 자메이카는 '스페인 제국의 심장을 겨누는 비수'가 될 예정이었지만, 실제로는 경제적 가치가 거의 없는 영토였다.

#### 잉글랜드 초기 식민지화
자메이카가 잉글랜드 식민지임에도 불구하고, 크롬웰은 삼왕국 전쟁에서 포로로 잡힌 계약 하인과 죄수들을 아일랜드인과 스코틀랜드인으로 보냈고, 일부 일반 범죄자들도 보냈다. 이를 통해 섬의 백인 인구를 늘렸다.
이러한 관행은 찰스 2세 하에서도 계속되었고, 백인 인구는 북아메리카 본토 및 다른 섬에서 온 이민자들과 잉글랜드 부카니에들에 의해서도 증가했다. 그러나 열대병으로 인해 백인 수는 1740년경까지 10,000명 미만으로 유지되었다. 백인 인구는 영국으로부터의 이주를 통해 1780년대에 80,000명으로 증가했다.
1670년대와 1680년대 노예 인구는 약 9,500명을 초과하지 않았지만, 17세기 말까지 노예 수입으로 인해 흑인 인구는 백인 수의 최소 세 배로 증가했다.
스튜어트가의 1661년 자메이카에 대한 민간 총독 임명으로 시작하여, 20세기까지 지속될 정치적 패턴이 확립되었다. 두 번째 총독인 윈저 경은 1662년에 자메이카의 비노예 주민들에게 잉글랜드 시민의 권리, 즉 스스로 법을 제정할 권리를 부여하는 왕의 선언을 가져왔다. 윈저 경은 자메이카에서 단 10주만 머물렀지만, 입법부에서 지명된 의회의 조언을 받아 왕이 임명한 총독이 행동하는 2세기 동안 지속될 통치 체제의 기초를 다졌다. 입법부는 총독과 선출되었지만 매우 불평등한 대의원으로 구성되었다.
잉글랜드는 1670년 마드리드 조약 (1670)을 통해 스페인으로부터 자메이카에 대한 공식적인 소유권을 얻었다. 이 변화는 스페인 공격에 대한 지속적인 방어의 절박한 필요성을 제거하여 농장에 대한 인센티브로 작용했다. 그러나 수년 동안 농장주가 지배하는 자메이카 대의원은 다양한 총독 및 스튜어트 왕들과 끊임없이 갈등을 겪었고, 의회 내부에도 논쟁적인 파벌이 있었다. 1670년대와 1680년대 대부분 동안, 찰스 2세와 제임스 2세 (잉글랜드) 그리고 의회는 왕실 잉글랜드 무역 회사가 운영하지 않는 선박에서 노예를 구매하는 등의 문제로 다투었다.
마지막 스튜어트 총독인 올버말 공작은 농업보다는 보물 찾기에 더 관심이 많았고, 농장주 과두정치를 축출했다. 1688년 공작이 사망한 후, 자메이카를 떠나 런던으로 도피했던 농장주들은 제임스 2세에게 올버말 이전의 정치적 체제로 돌아가도록 명령하도록 성공적으로 로비했고, 1689년 윌리엄 3세와 메리 2세를 왕위에 앉힌 혁명은 의회에 속한 자메이카 농장주들의 현지 통제권을 확인시켜주었다.
이러한 정착은 노예 공급을 개선하고 외국 경쟁으로부터 농장주들을 위한 군사 지원을 포함한 더 많은 보호를 가져왔다. 이것은 1689년부터 1713년까지 카리브해에서 벌어진 영국-프랑스 전쟁 동안 특히 중요했다. 그러나 스페인인들이 더 이상 자메이카를 위협하지 않았음에도 불구하고, 초기 잉글랜드 정착민들은 프랑스인들의 공격을 막아야 했다. 1694년, 장바티스트 뒤 카스는 세 척의 전함과 29척의 수송선으로 구성된 병력을 이끌고 자메이카 동부의 포트 모란트에 상륙하여 농장을 불태우고 50개 이상의 설탕 공장을 파괴했으며 수백 명의 노예를 납치하고 많은 백인 식민지 주민들을 살해하고 고문했다. 뒤 카스는 남부 해안을 따라 항해하다가 결국 스패니시타운으로 진격할 목적으로 칼라일 만에 상륙했다. 그러나 농장주들과 그들의 노예들로 구성된 민병대가 뒤 카스를 물리쳤고, 뒤 카스는 칼라일 만을 파괴한 후 생도맹그로 철수했다.

#### 마룬족
1655년 잉글랜드가 자메이카를 점령했을 때, 스페인 식민지 주민들은 도망쳤다. 1512년부터 노예 제도는 부르고스 법에 의해 금지되었지만 섬에는 400명 이하의 아프리카 "자유" 노동자들이 살고 있었다. 이 전 스페인 시민들은 세 개의 팔렌케, 즉 정착지를 만들었다. 후안 데 세라스의 지휘 아래 조직된 전 시민들은 칵핏 컨트리 서쪽 끝에서 스페인 게릴라들과 동맹을 맺었고, 후안 데 볼라스의 지휘 아래 있는 시민들은 현대 클래런던구에 정착하여 잉글랜드군을 위한 "흑인 민병대"로 봉사했다. 세 번째 집단은 이전에 스페인으로부터 도망쳐 아라와크족과 함께 살고 결혼하기로 선택했다. 각 자메이카 마룬족 집단은 산악 지형 내부에 자유 흑인의 독특한 공동체를 설립했다. 그들은 자급자족 농업과 주기적인 농장 습격으로 생존했다. 시간이 지남에 따라 마룬족은 자메이카 내륙의 넓은 지역을 통제하게 되었다.
17세기 후반, 데 세라스는 잉글랜드군을 상대로 정기적인 전투를 벌였고, 스패니시타운의 수도까지 공격했지만, 잉글랜드군에게 한 번도 패배하지 않았다. 18세기 초, 마룬족은 소규모 전투에서 영국군을 자주 물리쳤다. 이에 대응하여 영국 식민 당국은 식민지 민병대를 파견하여 그들을 공격했지만, 마룬족은 산악 내륙에서 게릴라전을 성공적으로 벌여 식민 당국으로 하여금 값비싼 분쟁을 종식시키기 위한 평화 조약을 모색하도록 강요했다.
18세기 초, 영국어를 사용하는 탈출한 아샨티인 노예들(원래 서아프리카, 특히 가나 출신)은 영국군에 맞서 마룬족 전투의 최전선에 있었다. 쿠조 (원래 아칸어로 "코조")는 자메이카 서부의 리워드 마룬족을 이끌었고, 콰오 (원래 아칸어로 "야우")와 낸니 여왕은 자메이카 동부의 블루 마운틴에 있는 윈드워드 마룬족의 지도자였다. 그러나 반란은 1739년과 1740년에 평화 협정이 체결되면서 마침내 끝났다.
백인 농장주들은 나중에 마룬족 공동체에 분열의 씨앗을 뿌리려 노력했는데, 그들이 영국군의 공격을 받지 않는 대가로 탈출한 노예들을 다시 붙잡고 영국 재산을 보호하도록 압력을 가했다. 트렐러니 타운의 마룬족 중 소수만이 이러한 조건을 받아들였지만 (나중에 다시 붙잡혀 노예로 팔려 쿠바와 미국 조지아주로 보내졌다), 압도적으로 많은 마룬족 공동체는 탈출한 사람들에게 희망과 자유의 보루로 남아 있었다. 마룬족의 전쟁과 농장에 대한 지속적인 성공적인 공격은 영국이 나중에 자메이카 식민지를 해방시키기로 결정하는 데 중요한 동력이 되었다.

#### 자메이카 해적 경제
잉글랜드 정복 이후 몇 년 동안 스페인의 저항은 계속되었고, 경우에 따라서는 자메이카 마룬족의 도움을 받기도 했지만, 스페인은 결코 섬을 재점령하는 데 성공하지 못했다. 잉글랜드는 포트로열에 주요 해안 도시를 건설했다.
초기 잉글랜드 통치 하에서 자메이카는 사략선, 부카니에, 그리고 때로는 완전한 해적의 안식처가 되었다. 크리스토퍼 밍스, 에드워드 맨스벨트, 그리고 가장 유명한 헨리 모건이 그들이다.
자신의 땅을 되찾을 수 없었을 뿐만 아니라, 스페인은 신세계의 식민지에 정기적으로 제조품을 공급할 수 없게 되었다. 스페인 연간 함대의 점진적인 불규칙성, 그리고 제조품에 대한 식민지들의 절박한 요구 증가가 결합되어 포트로열은 번성하게 되었고, 1659년까지 200채의 주택, 상점, 창고가 요새를 둘러싸게 되었다. 상인들과 사략선들은 오늘날 "강제 무역"이라고 불리는 방식으로 협력했다. 상인들은 스페인과의 무역 활동을 후원하는 동시에 사략선들을 후원하여 스페인 선박을 공격하고 스페인 해안 도시를 약탈했다.
상인들이 확실히 우위를 점하고 있었지만, 사략선들은 이 작전의 필수적인 부분이었다. 에든버러 대학교의 강사 누알라 자헤디는 다음과 같이 썼다. "이른바 '강제 무역'의 반대자와 옹호자 모두 도시의 재산이 사략선들의 필요를 충족시키고 매우 수익성 있는 노획물 무역에 전적으로 기반을 둔다는 의심스러운 특징을 가지고 있다고 선언했다." 그녀는 덧붙였다. "1668년 헨리 모건과 함께 포르토벨로에 갔던 300명의 남자들이 각자 최소 60파운드(통상적인 연간 농장 임금의 두세 배)의 노획물을 가지고 돌아왔다는 보고는 그들의 말이 옳았음을 의심할 여지 없이 보여준다."
강제 무역은 거의 포트로열의 삶의 방식이 되었다. 마이클 포슨과 데이비드 부세레트는 "...어찌 되었든 포트로열의 거의 모든 유산 계층 주민들은 사략에 관심을 가졌던 것 같다"고 썼다. 강제 무역은 포트로열을 북아메리카 잉글랜드 영토에서 가장 부유한 공동체 중 하나로 빠르게 만들었고, 사탕수수 생산으로 얻은 어떤 수익도 훨씬 능가했다. 자헤디는 다음과 같이 썼다. "1668년 포르토벨로 습격만으로도 75,000파운드의 노획물을 얻었는데, 이는 당시 포트로열 가격으로 10,000파운드를 넘지 않던 섬의 설탕 수출 연간 가치의 7배가 넘는 금액이다."
그러나 많은 성공적인 사략선과 부카니에들은 성장하는 설탕 산업, 인신매매, 그리고 대량의 아프리카인 노예 획득에 깊이 관여하게 되었다. 1670년대와 1680년대에, 대규모 노예 집단을 소유한 자격으로 모건은 후안 데 세라스의 자메이카 마룬족에 대항하여 세 차례의 작전을 이끌었다. 모건은 마룬족에 대해 어느 정도 성공을 거두었지만, 마룬족은 블루 마운틴으로 더 깊이 물러났고, 그곳에서 모건과 그의 군대의 손이 닿지 않는 곳에 머물 수 있었다.

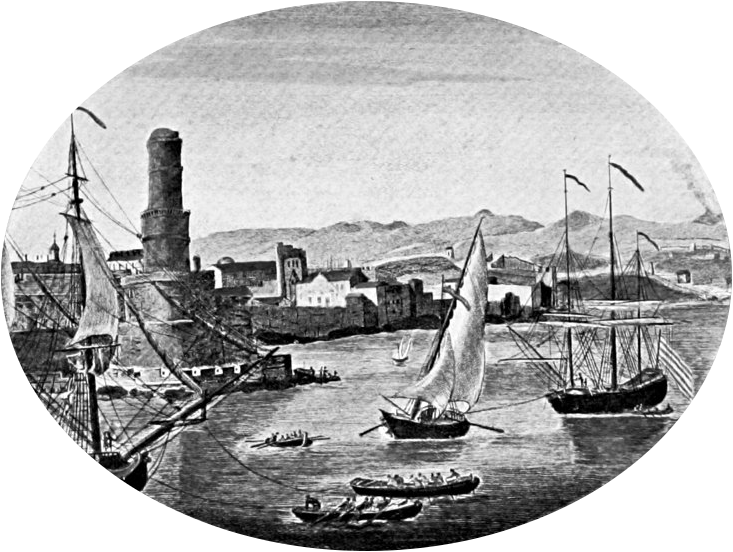
1692년 이전의 포트로열 그림
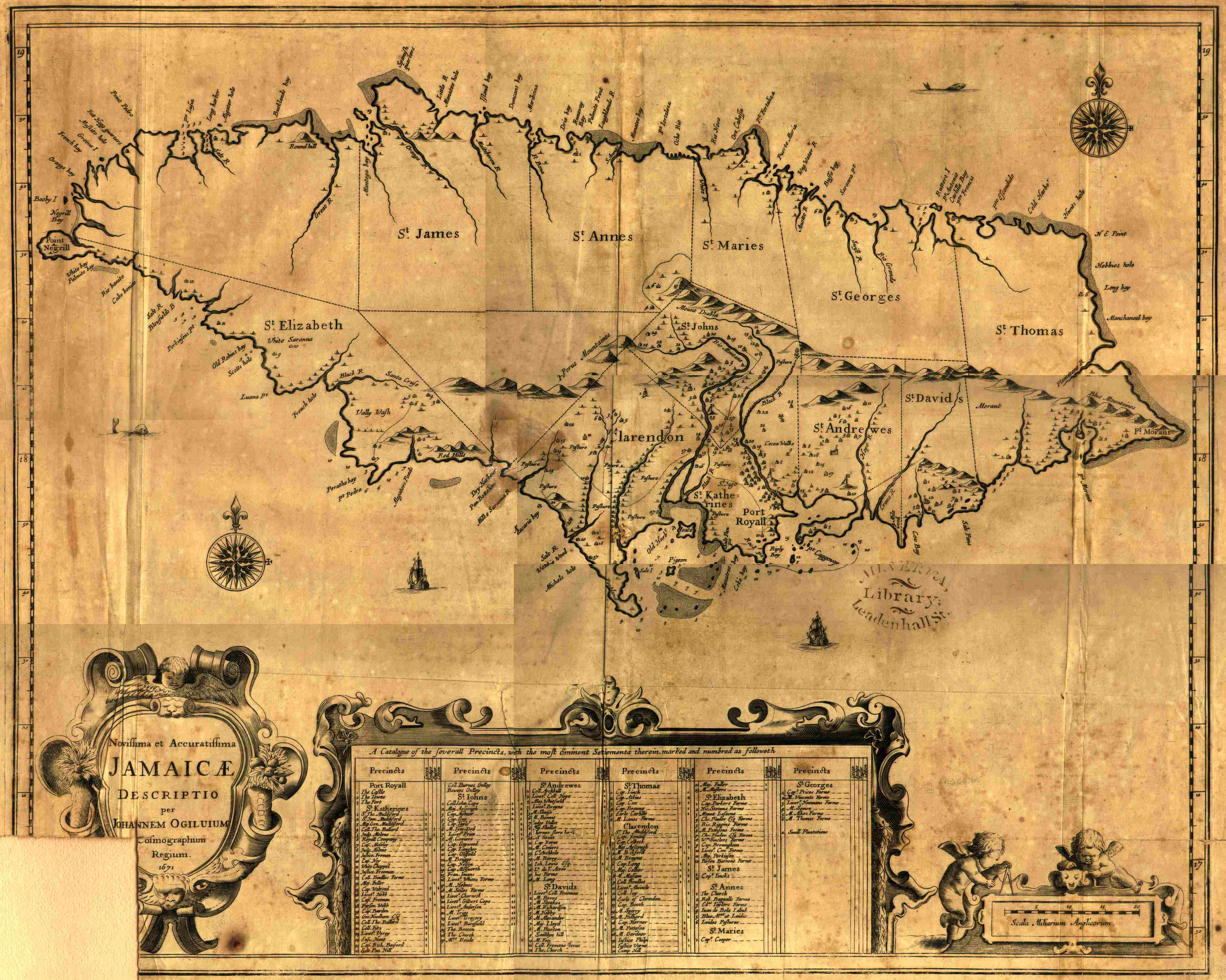
1670년대 자메이카의 잉글랜드 지도
18세기 카리브해의 유럽 식민지

#### 1692년 지진과 포트로열의 붕괴
1692년 6월 7일, 강력한 지진이 포트로열을 강타했다. 주 진동 직후 도시의 3분의 2가 바다에 가라앉았다. 로버트 레니의 '자메이카 역사'(1807)에 따르면: "모든 부두가 한꺼번에 가라앉았고, 2분 만에 도시의 10분의 9가 물에 잠겼다. 물은 너무 높이 솟아올라 남아있는 몇 채 안 되는 집의 가장 위층까지 들어왔다. 가장 높은 집의 지붕들은 물속에 보였고, 그들과 함께 가라앉은 배들의 돛대로 둘러싸여 있었다." 지진 이전에 도시는 약 2,000채의 건물에 6,500명의 주민이 살고 있었는데, 대부분 벽돌로 지어졌고 2층 이상이었으며, 모두 헐거운 모래 위에 지어졌다. 진동 중에 모래가 액상화되었고 건물들과 그 안에 있던 거주자들은 바다로 흘러들어가는 것처럼 보였다.
지진 직후에는 포트로열 사람들의 죄악된 삶에 대한 신의 응징으로 파괴를 설명하는 것이 일반적이었다. 자메이카 평의회 의원들은 "우리는 이로 인해 전능하신 하나님의 가혹한 심판의 본보기가 되었다"고 선언했다. 이러한 재난에 대한 관점은 자메이카에만 국한되지 않았다. 보스턴에서 코튼 매더 목사는 그의 삼촌에게 보낸 편지에서 "보라, 우리의 모든 잉글랜드령 아메리카에 말하는 사고가 일어났다"고 말했다. 지진 후 도시는 부분적으로 재건되었다. 그러나 식민지 정부는 스페인 통치 하의 수도였던 스패니시타운으로 이전되었다. 포트로열은 1703년 화재와 1722년 허리케인으로 황폐화되었다. 대부분의 해상 무역은 킹스턴으로 옮겨졌다. 18세기 후반에는 포트로열은 거의 버려졌다.

### 18세기

#### 자메이카 설탕 붐

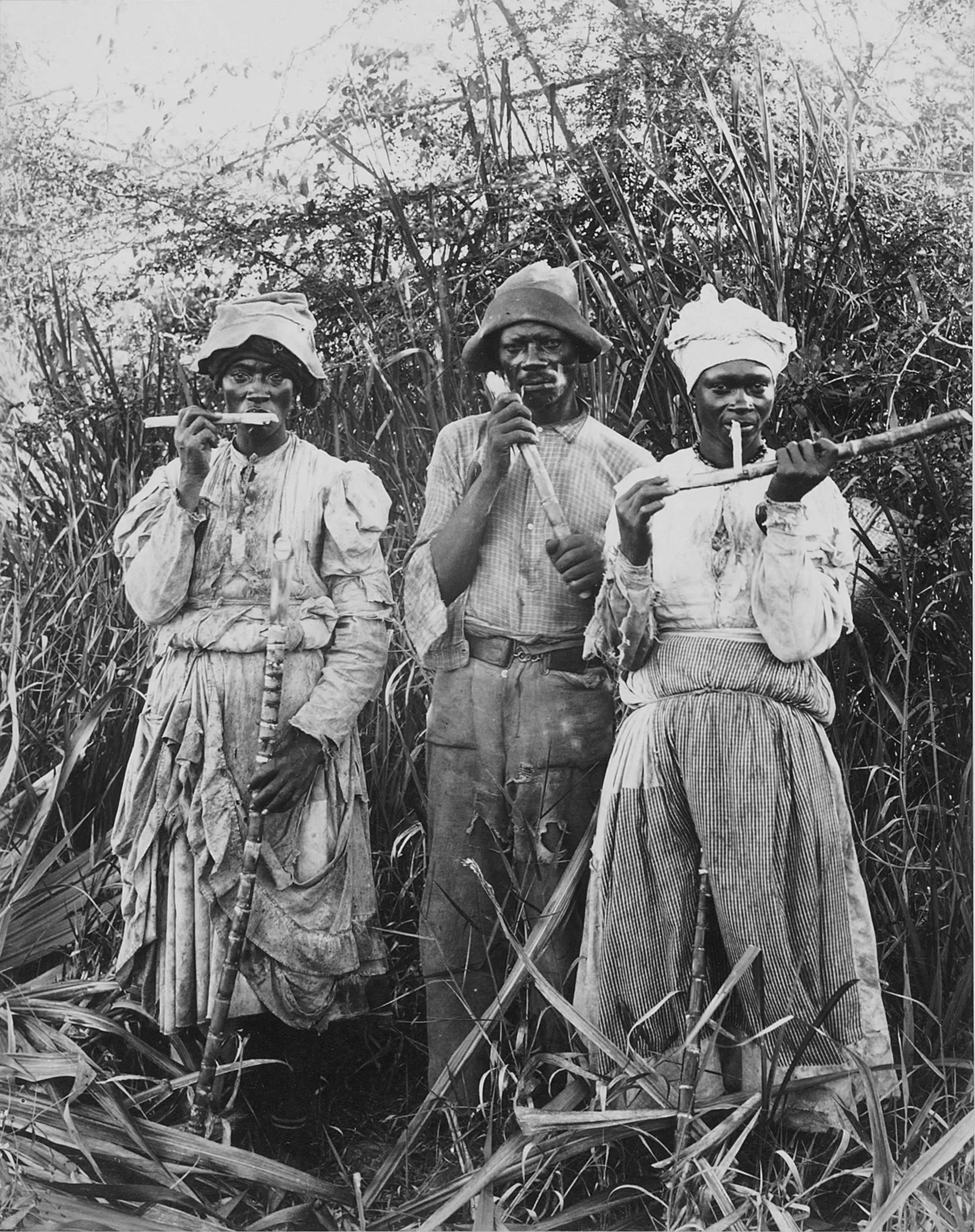
자메이카의 사탕수수 절단기, 1880년

17세기 중반, 사탕수수는 네덜란드에 의해 브라질에서 잉글랜드 서인도 제도로 도입되었다. 자메이카와 다른 섬들에 상륙한 후, 그들은 즉시 현지 재배자들에게 주요 작물을 면섬유와 담배에서 사탕수수로 바꾸도록 촉구했다. 주로 북아메리카 식민지와의 치열한 경쟁으로 인해 면섬유와 담배 가격이 하락하자, 농부들은 작물을 바꾸었고, 이는 카리브해 경제의 번성으로 이어졌다. 설탕은 영국에서 케이크에 사용되거나 차에 단맛을 내는 데 사용되면서 빠르게 인기를 얻었다. 18세기에는 설탕이 해적 행위를 대신하여 자메이카의 주요 수입원이 되었고, 자메이카는 대영 제국에서 가장 큰 설탕 수출국이 되었다. 설탕은 18세기 후반까지 영국의 가장 큰 수입품이 되었다.
설탕 연작과 노예 노동에 기반한 농장 사회는 18세기 내내 자메이카 전역으로 퍼졌다. 설탕 산업은 노동 집약적이었고, 잉글랜드는 수십만 명의 아프리카 노예들을 자메이카로 데려왔다. 1673년 자메이카에는 57개의 설탕 농장만이 있었지만, 1739년에는 설탕 농장의 수가 430개로 늘어났다. 1832년까지 자메이카의 중간 규모 농장은 약 150명의 노예를 보유했으며, 노예 네 명 중 한 명은 최소 250명의 노예를 보유한 단위에 살았다.
자메이카는 결국 18세기 동안 영국의 가장 귀중한 식민지 중 하나가 되었다. 1756년~63년 7년 전쟁 동안, 영국 정부는 자메이카를 프랑스의 침략 가능성으로부터 보호하고자 했다. 1760년, 전쟁의 절정기에 자메이카에는 16척의 전함이 주둔했고, 리워드 제도에는 18척, 북미 대륙 전체에는 19척의 선박만이 할당되었다.
자메이카의 세인트 토머스 교구와 세인트 메리 교구에 농장을 소유한 사이먼 테일러 (설탕 농장주)는 18세기 후반과 19세기 초반에 대영 제국에서 가장 부유한 사람 중 한 명이었다. 18세기 동안 열대병에서 살아남은 사람들은 평균적으로 브리튼 제도에 거주하는 사람들보다 50배 더 부유했다. 노예 농장을 소유하여 부유해진 자메이카의 다른 유명한 농장주로는 피터 베크포드 (식민지 행정가), 프랜시스 프라이스 (농장주), 찰스 엘리스 제1대 시포드 남작 등이 있다.

#### 노예제도의 성장
자메이카 노예 아프리카인들의 억압은 당대 사람들에 의해 세계에서 가장 잔인한 것으로 여겨졌다. 백인 노예주들이 노예가 된 아프리카인들에게 가한 처벌에는 한 노예를 다른 노예의 입에 배변하도록 강요하고 몇 시간 동안 희생자의 입을 막아 삼키게 하는 행위 (더비 도즈로 알려진 관행), 채찍질, 죽을 때까지 채찍질, "피클링" (상처가 날 때까지 채찍질한 후 소금과 바나나 고추 통에 넣는 것, 더비 도즈의 또 다른 부분), 발로 매달기, 집단 강간, 이마 낙인 등 더 많은 것들이 있었다.
1739년, 찰스 레슬리는 "어떤 나라도 노예에 대한 야만적인 대우나 그들을 죽음에 이르게 하는 잔인한 방법에서 [자메이카]를 능가하지 못한다"고 썼다.
자메이카의 흑인 아프리카인 인구는 18세기 후반까지 크게 증가하지 않았는데, 부분적으로는 아프리카 서해안에서 오는 노예선들이 먼저 카리브해 동부 섬에 짐을 내리는 것을 선호했기 때문이다.
1673년 자메이카에는 거의 8,000명의 백인 식민지 주민과 9,000명 이상의 노예가 된 아프리카인들이 있었다. 1690년에는 그 격차가 10,000명의 백인 식민지 주민과 30,000명의 노예가 된 아프리카인들로 증가했다. 18세기 초, 자메이카의 노예가 된 아프리카인 수는 45,000명을 넘지 않았지만, 1713년에는 백인 인구가 약 7,000명으로 감소한 반면, 섬에는 55,000명의 노예가 된 아프리카인들이 있었다. 노예가 된 아프리카인 인구는 1730년에 약 75,000명으로 증가했고, 1740년대에는 100,000명을 넘어섰다. 1778년에는 노예가 된 아프리카인 인구가 200,000명을 넘어섰고, 1800년에는 300,000명 이상으로 증가했다.
18세기 초반에는 해방된 노예에 대한 억압이 증가했다. 1724년, 윌리엄 브로더릭이라는 잉글랜드인 농장주는 프랜시스 윌리엄스 (시인)를 모욕했는데, 그는 자메이카의 자유 흑인의 자녀를 위한 학교도 운영하고 있었다. 브로더릭은 그를 "검은 개"라고 불렀고, 이에 윌리엄스는 브로더릭을 "하얀 개"라고 여러 번 부르며 반격했다. 브로더릭은 윌리엄스를 때려 "입에서 피가 났다"고 하지만, 윌리엄스가 반격한 후 브로더릭의 "셔츠와 넥타이는 윌리엄스에게 찢겼다". 윌리엄스는 자신이 자유 흑인이므로 백인을 때린 흑인 노예와 달리 폭행으로 재판받을 수 없다고 주장했는데, 이는 자신이 스스로를 방어했기 때문이라고 했다.
선출된 백인 노예주들로 구성된 의회는 윌리엄스가 자신의 주장을 성공적으로 펼치고 브로더릭의 기소 시도가 기각된 것에 경악했다. "윌리엄스의 행동이 섬의 흑인들에게 전반적으로 큰 격려가 된다"고 불평하며, 의회는 "이 프랜시스 윌리엄스를 이 섬의 다른 자유 흑인들과 같은 상태로 되돌리는 법안을 도입하기로" 결정했다. 이 법안은 자메이카의 어떤 흑인도 백인을 때리는 것을 불법으로 만들었고, 이는 자기 방어의 경우에도 마찬가지였다.
1830년대에 노예 제도가 폐지된 후, 설탕 농장은 인도에서 계약으로 수입된 노동자들을 포함한 다양한 형태의 노동을 사용했다.

#### 제1차 마룬 전쟁
17세기 후반부터 식민지 민병대와 윈드워드 마룬족 사이에 주기적인 소규모 전투가 있었고, 간헐적으로 노예 반란도 일어났다. 1673년 세인트 앤 교구에서 200명의 노예 아프리카인들이 일으킨 반란은 리워드 마룬족이라는 별개의 집단을 만들었다. 이 마룬족은 노예선의 난파선에서 살아남은 마다가스카르인들과 연합하여 세인트 조지 교구에 자신들만의 마룬 공동체를 형성했다. 몇 차례 더 반란이 일어나면서 이 리워드 집단의 수가 늘어났다. 특히 1690년 클래런던의 서튼 농장에서 일어난 반란으로 400명의 노예 아프리카인들이 해방되었고, 이들은 리워드 마룬족에 합류하여 그들의 세력을 강화했다. 리워드 마룬족은 "칵핏", 즉 동굴이나 깊은 협곡에 살았는데, 이들은 우월한 화력을 가진 군대에게도 쉽게 방어할 수 있었다. 이러한 게릴라전과 아벵(나팔로 사용되는 소뿔)을 불어 다가오는 민병대에게 경고하는 정찰병의 사용으로 마룬족은 그들을 상대로 보낸 어떤 원정대도 회피하고, 좌절시키고, 패배시킬 수 있었다.
1728년, 영국 당국은 로버트 헌터 (식민지 행정관)를 자메이카 총독으로 임명하기 위해 보냈다. 헌터의 도착은 갈등의 심화를 초래했다. 그러나 수가 증가했음에도 불구하고 영국 식민 당국은 윈드워드 마룬족을 물리칠 수 없었다. 1739년까지 식민 당국은 마룬족을 물리칠 수 없다는 것을 인식하고 그들에게 평화 조약을 제안했다. 같은 해, 에드워드 트렐러니 (총독) 총독이 이끄는 식민 당국은 자메이카 농장주들에 의해 수년 동안 자신의 백성들의 독립을 유지하기 위해 능숙하고 용감하게 싸웠던 키가 작고 거의 난쟁이 같은 남자라고 묘사된 리워드 마룬족 지도자 쿠조와 평화를 청원했다. 일부 작가들은 갈등 동안 쿠조가 점점 환멸을 느끼고, 그의 부하들과 다른 마룬족 집단들과 다투었다고 주장한다. 그는 미래의 유일한 희망은 리워드 마룬족의 독립을 인정하는 적과의 평화 조약이라고 느꼈다. 1742년, 쿠조는 조약에 반대하는 리워드 마룬족의 반란을 진압해야 했다.
1740년, 블루 마운틴의 더욱 반항적인 윈드워드 마룬족도 백인 자메이카인들과 리워드 마룬족 모두의 압력으로 조약에 서명하기로 동의했다. 그들의 자유를 확보하는 대가로, 마룬족은 새로운 도망 노예들을 숨겨주지 않고 오히려 그들을 잡는 것을 돕기로 동의하라는 요청을 받았다. 이 조약의 마지막 조항은 당연히 마룬족과 나머지 흑인 인구 사이에 분열을 일으켰지만, 때때로 농장에서 도망친 노예들은 세 손가락 잭 (자메이카)이 운영하는 것과 같은 새로운 마룬족 정착지로 여전히 숨어들었다. 협정의 또 다른 조항은 마룬족이 침략자들로부터 섬을 보호하는 역할을 한다는 것이었다. 후자는 마룬족이 영국인들에게 숙련된 전사로 존경받았기 때문이다.
1739년~1740년 평화 조약 이후, 미개척지가 정착에 개방되었고, 그 뒤를 이은 평화 시대에 자메이카 경제는 번성했다. 조약 체결 후 다섯 개의 공식 마룬족 마을이 설립되었다 – 어컴퐁; 쿠조 타운 (트렐러니 타운); 낸니 타운, 나중에 무어 타운으로 알려짐, 스콧 홀 (자메이카), 그리고 찰스 타운 (자메이카), 이들은 자신들의 통치자와 영국인 감독관인 감독관 아래 살았다.

#### 태키의 반란

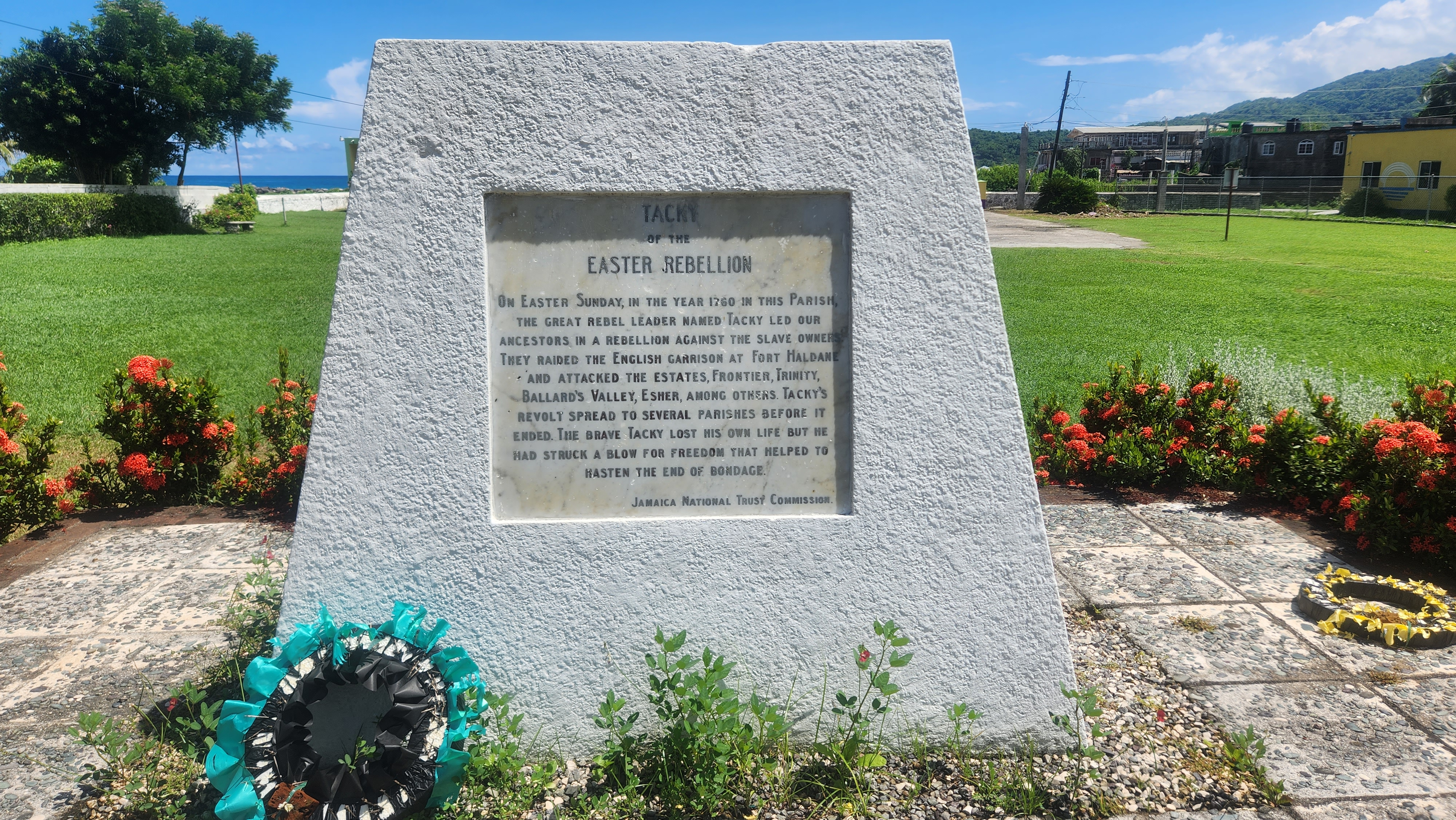
부활절 반란 기념비 20231007 120611

노예로 팔려간 아프리카인들 중에는 앙코마라는 이름의 노예도 있었다. 1750년대, 앙코마라는 이름의 포로 한 명이 탈출하여 오늘날 세인트 토머스 구역으로 알려진 곳에서 다른 탈출한 포로들로 이루어진 공동체를 형성했다. 1759년, 앙코마는 결국 마룬족 여성과 그의 다른 포로 여성 한 명에게 살해되었다. 그러나 그의 공동체는 계속해서 번성했으며, 아마도 그 세기 후반의 잭 맨송 공동체의 기초를 형성했을 것이다.
이 식민지의 노예가 된 아프리카인들은 1800년에 백인 포획자들보다 20:1의 비율로 많았으며, 18세기 동안 코로만틴인이 조직한 12개 이상의 주요 노예 음모와 봉기를 일으켰는데, 여기에는 1760년 5월의 태키의 반란이 포함된다.

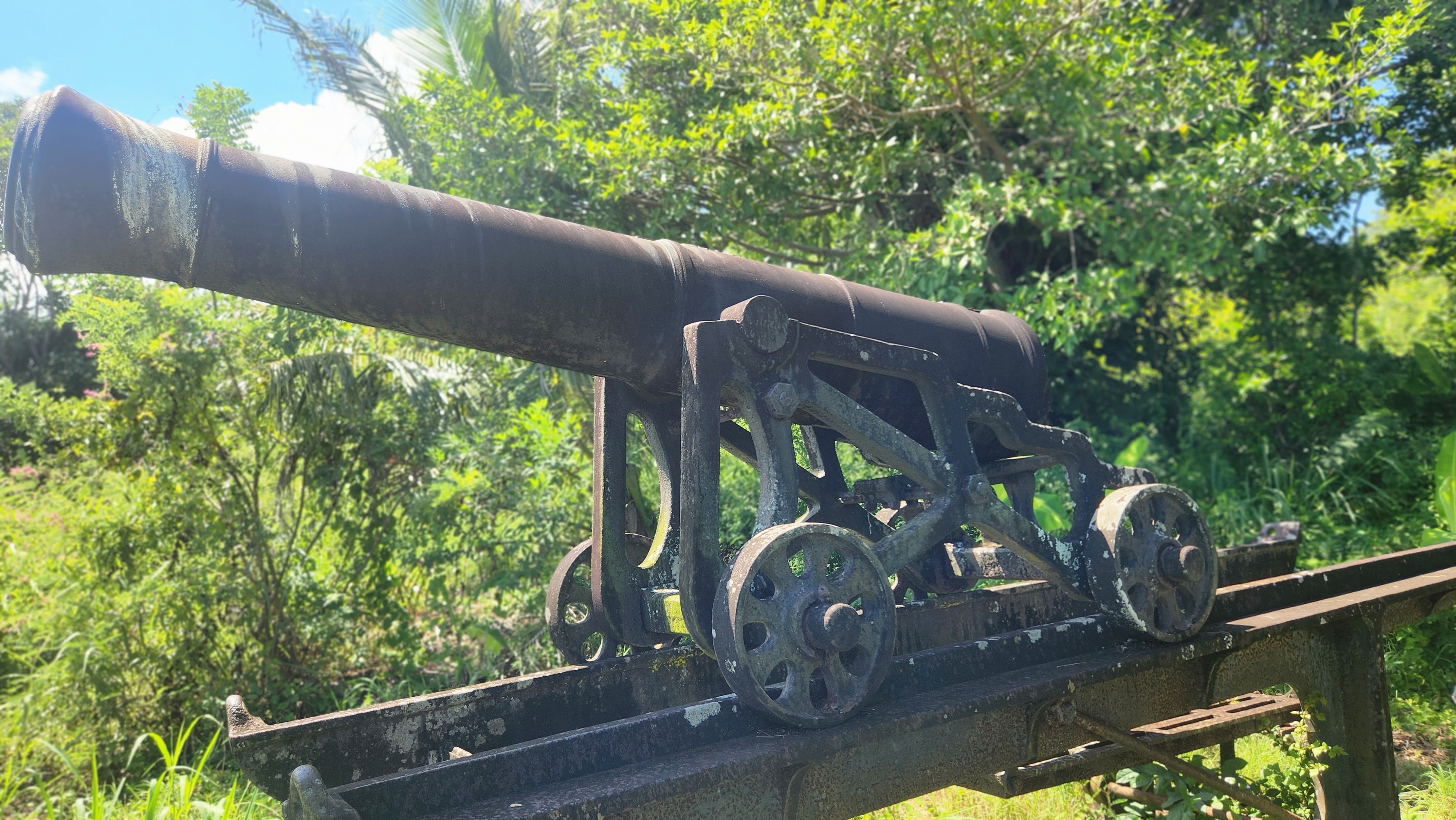
포트 할데인 대포

그 반란에서, 세인트 메리 교구의 프론티어 농장에서 노예 감독관으로 강제 노동을 하던 아칸족 출신 노예 타키는 다른 노예 아프리카인들을 이끌고 프론티어와 트리니티 농장을 점령하고 그들의 노예주들을 살해했다. 그들은 이어서 포트 마리아 마을을 방어하기 위한 탄약이 보관되어 있던 포트 할데인의 창고로 진격했다. 창고지기를 살해한 후, 타키와 그의 부하들은 거의 4통의 화약과 40정의 총기를 산탄과 함께 훔쳤고, 이어서 헤이우드 홀과 에셔의 농장들을 장악했다.

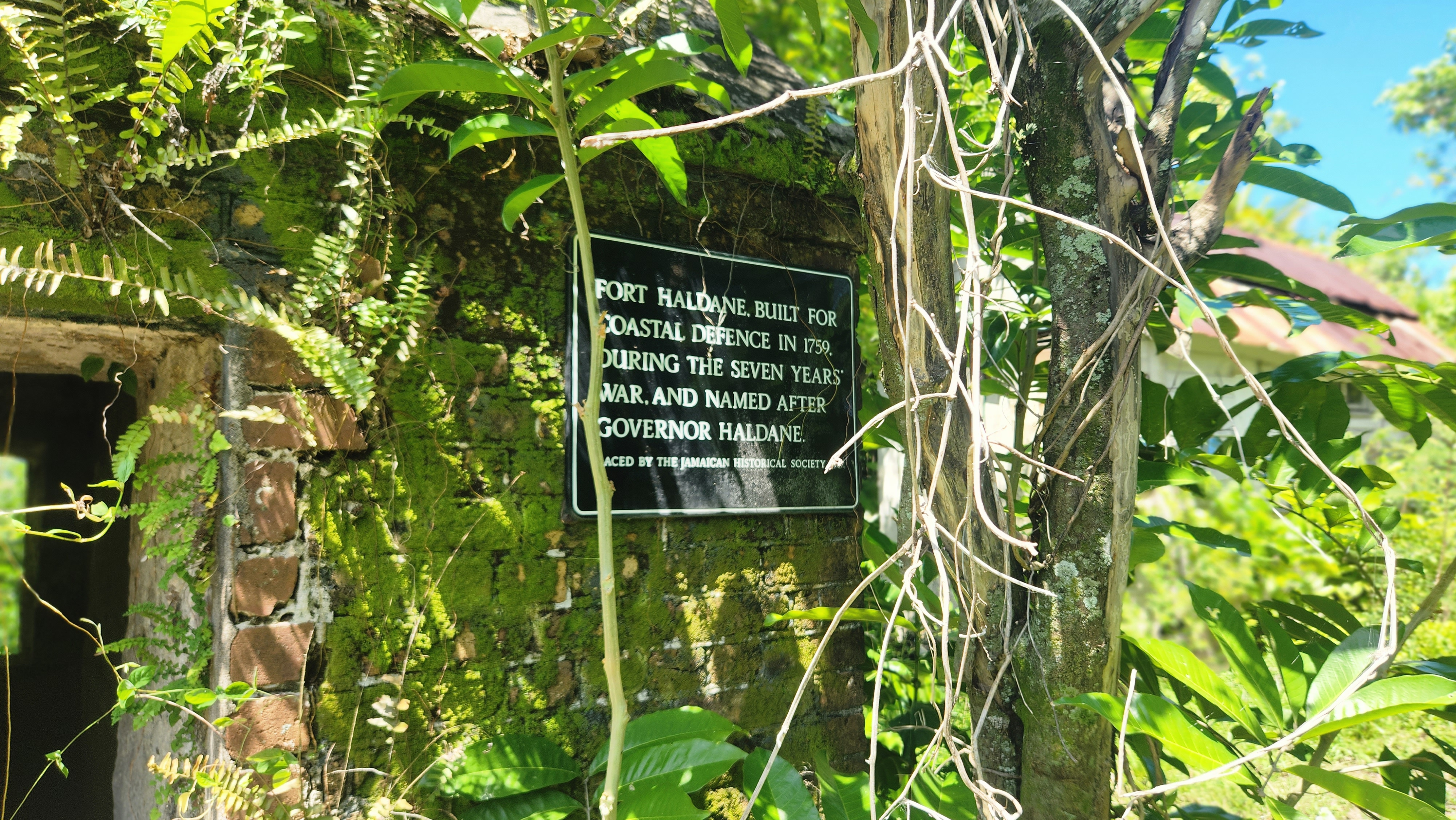
포트 할데인의 무기고 표지판

새벽이 되자 수백 명의 다른 노예 아프리카인들이 타키와 그의 추종자들에게 합류했다. 발라드 계곡에서 반군들은 성공을 기뻐하며 멈췄다. 에셔에서 새로 해방된 포로 한 명이 몰래 빠져나가 경보를 울리기로 결정했다. 오베아맨(카리브해 마법사)들은 재빨리 캠프를 돌며 전투에서 부상을 막아줄 것이라고 주장하는 가루를 나눠주며 오베아맨은 죽일 수 없다고 큰 소리로 외쳤다. 자신감은 하늘을 찔렀다.
곧 70~80명의 기마 민병대와 스콧 홀에서 온 일부 마룬족이 도착했는데, 이들은 조약에 의해 그러한 반란을 진압할 의무가 있었다. 민병대가 오베아맨이 죽일 수 없다는 자랑을 알게 되자, 오베아맨이 붙잡혀 살해되었고, 그의 가면, 이빨과 뼈 장신구, 깃털 장식이 반군 진영에서 보이는 눈에 띄는 곳에 매달렸다. 많은 반군들은 자신감을 잃고 농장으로 돌아갔다. 타키와 약 25명의 남자들은 계속 싸우기로 결정했다.
타키와 그의 부하들은 마룬족과 그들의 전설적인 명사수 대비 더 마룬에게 쫓기면서 숲을 가로질러 달아났다. 전속력으로 달리던 중, 데이비는 타키를 쏘아 죽였고 그의 공적을 증명하기 위해 그의 머리를 잘랐다. 이것으로 그는 큰 보상을 받을 것이었다. 타키의 머리는 나중에 스패니시타운의 기둥에 전시되었으나, 한 추종자가 한밤중에 그것을 내렸다. 타키의 나머지 부하들은 타키 폭포 근처의 동굴에서 발견되었는데, 노예 생활로 돌아가는 것보다는 자살을 택했다.
반란은 거기서 끝나지 않고, 자메이카 전역에서 다른 반란들이 터져 나왔는데, 그 중 다수는 타키의 교활함과 전략의 결과로 여겨졌다. 다른 노예들은 타키의 반란에 대해 알게 되었고, 이는 섬 전역에 불안과 무질서를 불러일으켰다. 약 1,200명의 반군이 자메이카 서부의 미개척 산림 지대에 재집결하여, 웨이저라는 이름으로 세례받았지만 아프리카 이름인 아퐁고를 사용하던 반란 노예의 지휘 아래에 있었다. 그들은 웨스트모얼랜드구의 8개 노예 농장과 해노버구의 2개 농장을 공격하여 많은 백인들을 살해했다.
그들이 패배에 직면했을 때마다 많은 반군들이 자살했다. 민병대 기록자들은 서부 분쟁에서 약 700명의 반군이 사망했다고 자랑했다. 티슬우드는 근처 숲에서 죽음의 악취가 난다고 기록했으며, 백인 식민지 주민들도 아프리카 남성, 여성, 어린이들의 매달린 시체를 발견했다고 보고했다.
반군들은 매일 항복하고 있었다. 7월 3일, "반군의 왕" 아퐁고는 민병대에게 붙잡힌 반군 아프리카인들 중 하나였다. 데이비라는 또 다른 반군은 깁벳에 매달려 굶어 죽는 방식으로 처형되었는데, 이는 일주일이 걸렸다. 아퐁고 자신은 사슬에 매달려 3일 동안 매달려 있었고, 그 후에는 판결에 따라 내려져 불태워질 예정이었다.
남은 반군들은 시몬이라는 이름의 도망 노예의 지휘를 받게 되었고, 이들은 칵핏 컨트리의 하이 윈드워드라는 곳에 피신하여 세인트엘리자베스구의 인근 농장들을 여러 차례 공격했다. 10월에 그러한 습격 중 하나로, 반군들은 Y.S. 강 어귀에 위치한 입스위치 설탕 농장을 공격하여 파괴했다.
1761년 1월, 시몬의 반군들은 당시 클래런던구에 위치했던 마일 걸리(Mile Gully)라는 곳으로 이동했다. 시몬이 반란 노예를 체포하기 위해 파견된 일행과의 교전에서 총에 맞아 사망했다는 보고가 있었다.
1761년 말까지 무어 총독은 주요 서부 반란이 끝났다고 선언했다. 그러나 소규모로 흩어진 나머지 반란군들은 칵핏 컨트리의 숲속에서 계속 활동하며, 그들의 손이 닿는 농장들을 습격하는 게릴라전을 10년 내내 펼쳤다.

#### 블루 마운틴의 도망 공동체
마룬 공동체는 스스로를 해방시킨 노예나 마룬족이 농장을 공격하는 동안 해방된 노예들에게 계속 안전한 피난처가 되었다. 또한, 타키의 패배에도 불구하고, 타키의 반란은 노예들에게 반란이나 도주를 통해 저항하도록 영감을 주는 원천이 되었다. 세 손가락 잭으로 더 잘 알려진 잭 맨송은 1770년대와 1780년대에 자메이카 동부에서 도망 노예 공동체를 형성한 탈출 노예였다. 이 도망 공동체는 같은 세인트 토머스 이스트 교구에서 숲이 우거진 블루 마운틴의 보호를 받으며 번성했으며, 그곳에서 자주 설탕 농장을 공격하고 다른 노예들이 탈출할 수 있도록 도왔다. 그들은 또한 도로에서 백인 여행자들을 공격했다.
1781년, 잭은 마룬족에 의해 살해되었다. 그러나 잭의 도망 공동체는 그의 부관들 아래에서 계속 번성했다. 1792년, 대거는 식민지 민병대에게 붙잡혔지만, 토니가 세인트 토머스에서 도망 노예 공동체의 지도자가 되었고, 그들은 결코 체포되거나 흩어지지 않았다.

#### 제2차 마룬 전쟁

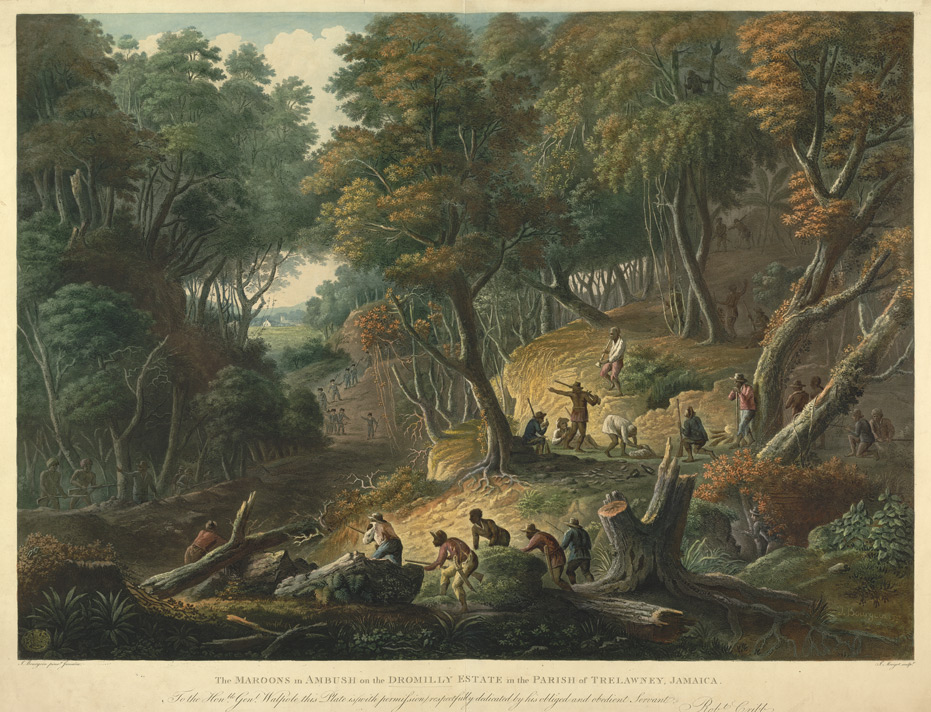
트렐러니 교구의 드로밀리 농장에서 마룬족의 매복, 1795년 자메이카

1795년, 제2차 마룬 전쟁은 쿠조 타운 (트렐러니 타운)에서 온 두 명의 자메이카 마룬족이 두 마리의 돼지를 훔쳤다는 이유로 흑인 노예에게 채찍질을 당하면서 시작되었다. 여섯 명의 마룬족 지도자가 자신들의 불만을 제기하기 위해 영국에 오자, 식민 당국은 그들을 죄수로 잡았다. 이는 8개월간의 갈등을 촉발시켰는데, 트렐러니 마룬족이 제1차 마룬 전쟁을 종식시킨 1739년 쿠조의 조약 조건 하에서 부당한 대우를 받고 있다고 느꼈기 때문이다.
전쟁은 5개월 동안 지속되었고, 식민지 민병대가 여러 차례 패배한 후 교착 상태에 빠졌다. 식민지 민병대가 자메이카 마룬족과 도망친 노예 동맹군보다 10대 1로 수가 많았음에도 불구하고, 마룬족의 군사적 기술과 게릴라전에 이상적이었던 자메이카의 산악 및 삼림 지형 덕분에 마룬족은 패배하지 않았다. 트렐러니 마룬족은 1795년 12월에 그들이 게릴라전을 유지할 수 없다고 판단했을 때 교착 상태를 받아들였는데, 이는 그들이 추방되지 않는다는 조건 하에 조지 월폴 (영국 육군 장교) 소장이 그들에게 약속한 것이었다.
월폴 소장과 트렐러니 자메이카 마룬족 지도자들 사이에 12월에 체결된 조약은 트렐러니 타운의 마룬족이 무릎을 꿇고 국왕의 용서를 빌고, 모든 도망 노예를 돌려보내고, 자메이카의 다른 곳으로 재배치될 것을 명시했다. 자메이카 총독인 알렉산더 린제이 제6대 발카레스 백작은 조약을 비준했지만, 트렐러니 마룬족에게 1796년 1월 1일에 용서를 빌러 나타나도록 단 3일의 시간만을 주었다. 영국군의 의도를 의심한 대부분의 트렐러니 마룬족은 3월 중순까지 항복하지 않았다. 식민지 당국은 조약 위반을 구실로 삼아 트렐러니 타운의 모든 자메이카 마룬족을 노바스코샤주로 추방했다. 몇 년 후, 트렐러니 마룬족은 다시 요청에 따라 서아프리카의 신생 영국 정착지인 시에라리온으로 이송되었다.

#### 아이티 혁명

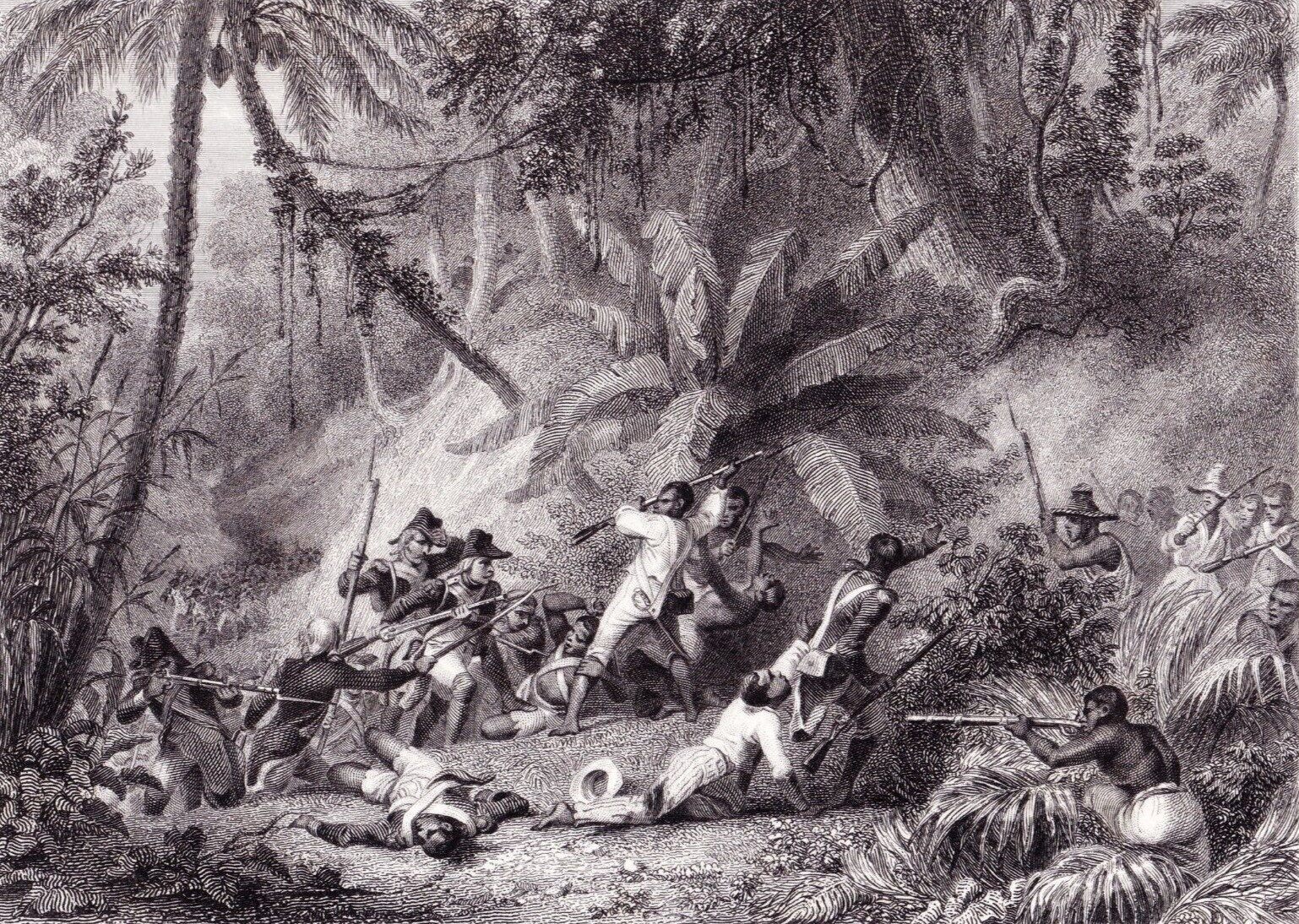
아이티 혁명 (1791–1802) 중 프랑스 병사와 반군 간의 전투

1791년, 프랑스 식민지 생도맹그에서 노예 반란이 일어났다. 영국 총리 윌리엄 피트 더 영거는 프랑스 혁명에 몰두해 있던 프랑스에서 식민지를 점령하기 위한 concerted but ultimately unsuccessful한 노력을 지휘했다. 이 노력의 일환으로, 아프리카계 자메이카 "블랙 샷" 민병대원을 포함한 자메이카 병력은 생도맹그로 파견된 영국군에 포함되었다. 피트 내각에서 전쟁 장관을 역임했던 헨리 던다스 제1대 멜빌 자작은 자메이카의 부총독인 아담 윌리엄슨 경에게 생도맹그의 프랑스 식민지 대표들과 협정을 체결하도록 지시했다. 이 협정은 앙시앵 레짐, 노예제 및 혼혈 식민지 주민에 대한 차별을 복원할 것을 약속하는 것이었는데, 이는 영국의 노예 폐지론자인 윌리엄 윌버포스와 토마스 클락슨으로부터 맹렬한 비판을 받았다.

### 19세기

#### 소수자 권리 운동
18세기에는 많은 노예들이 백인 농장주들의 성노예로 살면서 '여주인'으로 여겨지기도 하며 다양한 수단을 통해 자유를 얻었다. 1780년, 이들 유색 자유민 중 한 명인 쿠바 콘월리스는 영국 해군 영웅 제1대 넬슨 자작 허레이쇼 넬슨이 병에 걸렸을 때 포트로열에서 그를 간호하여 건강을 회복시킨 것으로 유명해졌다.
18세기 전반, 많은 유색 인종들은 자메이카 사회에서 발전 기회를 향상시키기 위해 스스로를 합법적으로 백인으로 선언해달라고 의회에 법안을 제출했다. 대량의 신청 건수는 의회를 너무나도 놀라게 하여 이 활동에 제한을 가하는 법안을 통과시키려 노력하게 되었다.
1761년 자메이카 의회는 "백인의 지나친 승인과 기구로 인해 발생하는 불편을 방지하는 법"이라는 법률을 통과시켜, 흑인 조상으로부터 4대 미만인 사람이 "백인의 권리와 특권"을 취득하는 것을 제한했다. 이 법은 혼혈 자녀가 백인 지주로부터 상당한 양의 재산을 상속받는 것을 억제하기 위한 것이었다.
그러나 이러한 입법에도 불구하고, 많은 유색 인종들이 백인 아버지로부터 재산을 상속받기 위해 '구조적으로 백인'이 되기 위한 신청을 계속했고, 이들 중 다수는 수수료 지불 후 의회로부터 승인을 받았다.
19세기 초, 자메이카 의회는 이전에 유대인들에게 거부되었던 투표권을 부여했다.
1807/8년 노예 무역이 폐지된 후, 자메이카 의회는 노예의 완전한 해방을 피하기 위해 소수 집단의 지원이 필요하다고 느꼈다. 1813년, 의회는 유색 인종이 재산을 상속받는 것에 대한 제한을 제거하고, 백인 시민들과 함께 법정에 설 수 있도록 허용하는 법률을 통과시켰다.
1826년, 세인트 제임스 출신 의원인 리처드 배럿은 유색인종이 합법적으로 백인이 되는 것을 막는 수수료를 폐지하는 법안을 제출했고, 이는 신분 변경을 원하는 유색인종의 상당한 증가로 이어졌다.
처음에 의회는 자메이카의 자유 흑인들이 평등한 권리를 확보하려는 시도에 저항했고, 1823년에는 그들의 지도자 중 한 명인 루이스 셀레스트 레센을 추방했다. 그러나 유대인들에게 투표권을 부여한 후, 그들은 마침내 유색 자유민들의 평등한 권리에 대한 요구에 굴복했다. 에드워드 조던, 로버트 오스본 (자메이카), 리처드 힐 (자메이카)과 같은 운동가들은 1830년대 초에 유색 자유민을 위한 평등한 권리를 확보하는 데 성공했다.

#### 노예 저항
수백 명의 도망자들이 마룬족과 함께 도망치고 싸우면서 자유를 얻었다. 트렐러니 타운의 마룬족에 합류한 사람들 중 약 절반은 마룬족과 함께 항복했으며, 많은 이들이 처형되거나 쿠바로 다시 노예로 팔려갔다. 그러나 수백 명은 칵핏 컨트리의 숲에 남아 다른 도망 공동체에 합류했다. 1798년, 커피 (자메이카)(아칸어 이름 코피에서 유래)라는 이름의 노예가 서부 농장에서 도망쳐 도망 공동체를 설립했는데, 이 공동체는 식민지군과 자메이카에 남아있는 마룬족의 진압 시도에 저항할 수 있었다. 19세기 초, 식민지 기록에는 수백 명의 도망 노예들이 "헬스셔"로 도망쳐 몇 년 동안 번성하다가 마룬족에게 붙잡혀 마룬 공동체에 편입되었다고 기록되어 있다.
1812년, 10여 명의 남자와 몇 명의 여자가 트렐러니의 설탕 농장에서 칵핏 컨트리로 탈출하여 "미노센유노컴"이라는 기이한 이름의 마을을 만들면서 새로 탈출한 포로들의 공동체가 시작되었다. 1820년대까지 미노센유노컴에는 50~60명의 도망자들이 살고 있었다. 공동체의 우두머리는 노예였던 탈출한 포로들인 워렌과 포브스라는 두 남자였다. 미노센유노컴은 또한 북쪽 해안의 자립 흑인 공동체와 번성하는 무역을 했으며, 이들은 그들의 소금 저장품을 새로운 도망자들과 교환하여 토지 저장품을 얻을 수 있었다. 1824년 10월, 식민지 민병대가 이 공동체를 파괴하려고 시도했다. 그러나 미노센유노컴 공동체는 1830년대 해방될 때까지 칵핏 컨트리에서 계속 번성했다.

#### 침례교 전쟁

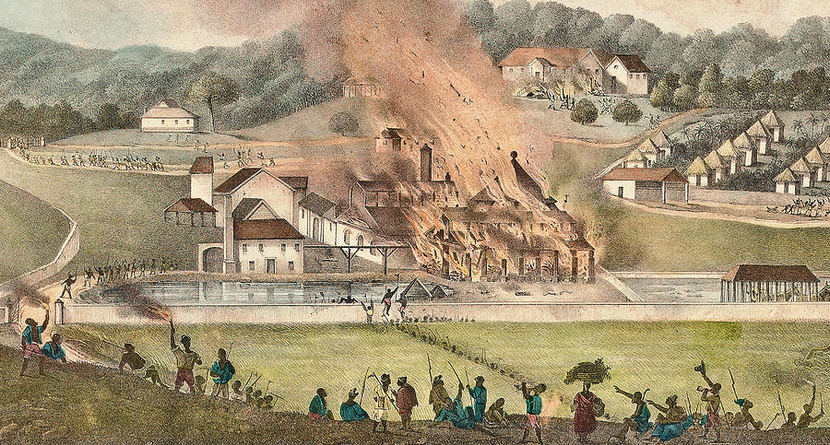
아돌프 뒤페를리의 1832년 1월 침례교 전쟁 중 로햄프턴 농장 파괴

1831년, 노예 침례교 설교자 새뮤얼 샤프는 "일반 임금의 절반"이라는 더 많은 자유와 노동 임금을 요구하는 파업을 주도했다. 그들의 요구가 거부되자 파업은 전면적인 반란으로 확대되었다. 침례교 전쟁으로 알려진 이 전쟁은 영국령 서인도 제도에서 가장 큰 노예 봉기가 되었고, 10일 동안 지속되었으며 자메이카 노예 인구 30만 명 중 6만 명에 달하는 인원을 동원했다.
반란은 윌러비 코튼 경이 지휘하는 영국군에 의해 진압되었지만, 양측의 사망자 수는 많았다. 자메이카 정부와 대농장주의 반응은 훨씬 더 잔인했다. 총 약 500명의 흑인이 사망했다. 반란 중 207명, 반란이 끝난 후 "다양한 형태의 사법적 처형"으로 310~340명이 사망했는데, 여기에는 때때로 매우 사소한 범죄(기록된 처형 중 하나는 돼지 절도, 다른 하나는 소 절도)도 포함되었다. 1853년 헨리 블레비의 기록에 따르면, 세 네 건의 동시 처형이 흔히 관찰되었고, 시체는 흑인 노예들이 밤에 수레로 시체를 실어 나르고 마을 밖 공동묘지에 묻을 때까지 쌓여 있었다. 지속적인 공격, 봉기, 독립 전쟁, 그리고 반란 중 대농장주들의 잔혹성은 해방 과정을 가속화시켰으며, 초기 조치들은 1833년에 시작되었다고 생각된다.

#### 설탕 생산 감소와 노예 해방
일부 역사가들은 1808년의 노예 무역 폐지와 1834년의 노예제 자체로 인해 섬의 설탕 및 노예 기반 경제가 흔들렸다고 생각한다. 그러나 에릭 윌리엄스는 영국이 노예 무역과 노예 제도를 경제적으로 더 이상 실현 가능하지 않은 제도가 되었을 때에만 폐지했다고 주장했다.
18세기 대부분 동안 설탕 수출에 기반한 연작 경제가 번성했다. 그러나 18세기 마지막 분기에는 기근, 허리케인, 식민지 전쟁, 독립 전쟁으로 인해 무역이 방해받으면서 자메이카의 설탕 경제가 쇠퇴했다. 1820년대에는 자메이카 설탕이 쿠바와 같은 대량 생산자들의 설탕보다 경쟁력이 떨어졌고 생산량은 그 후 감소했다. 설탕이 작물로서 쇠퇴하자 영국 정부는 1833년 노예제 폐지법으로 노예들을 해방시키도록 설득되었고, 4년 이내에 완전한 해방이 이루어졌다.
1831년 침례교 전쟁 반란에서 재산과 생명의 손실이 발생했기 때문에 영국 의회는 두 차례의 조사를 실시했다. 이 보고서의 내용은 노예 폐지 운동과 1834년 8월 1일부로 대영 제국 전역에서 노예 제도를 폐지하는 법률 통과에 크게 기여했다.
그러나 노예로 잡혀 있던 사람들에게는 백인으로부터의 자유가 찾아오지 않았다. 자메이카 노예들은 1838년까지 견습공 제도라고 불리는 제도 하에서 권리 보장에도 불구하고 이전 소유주의 서비스에 묶여 있었다(계약 노동). 이 견습공 제도는 원래 1840년까지 시행될 예정이었으나, 백인 농장주들이 흑인 견습공들에게 저지른 수많은 학대로 인해 영국 정부는 예정보다 2년 앞당겨 이를 종료시켰고, 전 노예들은 마침내 완전한 자유를 얻었다. 농장주들은 견습공들에 대한 부당한 대우 문제로 리처드 힐 재판관 부서의 혼혈인 수장인 리처드 힐과 자주 갈등을 겪었다.

### 노예 해방 이후의 자메이카
1830년대 해방 이후의 시기는 처음에는 대농장주와 식민지부의 일부 세력 간에 개인의 자유가 흑인의 정치 참여와 어느 정도 결합되어야 하는지에 대한 갈등으로 특징지어졌다. 1840년 의회는 투표 자격을 변경하여 상당수의 흑인과 혼혈인(갈색인 또는 물라토)이 투표할 수 있도록 했지만, 재산 소유 제한을 두어 비백인 남성 대다수가 투표하는 것을 막았다.
요구 조건은 연간 180파운드의 수입, 또는 1,800파운드 상당의 부동산, 또는 3,000파운드 상당의 부동산 및 개인 자산이었다. 이 수치는 해방된 흑인 자메이카인 대다수를 의회 선거에서 투표할 권리에서 배제했다. 결과적으로 해방이나 투표 자격 변경은 정치 체제의 변화를 가져오지 못했다. 농장주 계급의 주요 관심사는 그들의 영지의 지속적인 수익성이었으며, 그들은 계속해서 엘리트주의 의회를 지배했다.
18세기 말과 19세기 초에 왕실은 일부 백인 자메이카인, 주로 현지 상인, 도시 전문직 종사자, 장인들을 임명직 위원회에 허용하기 시작했다. 두 명의 유색 자유민인 에드워드 조던과 리처드 힐은 노예 해방 후 자메이카의 주요 인물이 되었다. 1835년에 힐은 봉급 판사 부서의 수장으로 임명되었고, 그는 이 직책을 여러 해 동안 맡았다.
1835년, 조던은 킹스턴 대의원 의원으로 선출되었고, 농장주당에 반대하는 킹스 하우스 당, 즉 유색인종 당을 이끌었다. 1852년, 조던은 킹스턴 시장이 되었고, 이 직책을 14년 동안 맡았으며, 1860년대 초에는 대의원 의장이었다.
1845년에 건설된 자메이카 철도는 유럽과 북미 외에서 처음으로 개통된 철도였다. 첫 번째 노선은 스패니시타운에서 킹스턴까지 운행되었다.

#### 모런트 베이 폭동
긴장은 1865년 10월 폴 보글이 이끈 모런트 베이 폭동으로 이어졌다. 반란은 10월 7일, 한 흑인 남성이 오랫동안 버려진 플랜테이션에 무단 침입했다는 혐의로 재판을 받고 수감되면서 촉발되었다. 재판 도중, 흑인 방청객 제임스 지오게건이 재판을 방해했고, 경찰이 그를 붙잡아 법정에서 끌어내려 하자 경찰과 다른 방청객들 사이에 싸움이 벌어졌다. 지오게건을 추격하던 두 경찰관은 몽둥이와 돌멩이에 맞았다. 다음 월요일, 폭동, 체포 저항, 경찰 폭행 혐의로 여러 남성에게 체포 영장이 발부되었다. 그중에는 침례교 설교자 폴 보글도 있었다.
며칠 후 10월 11일, 폴 보글 씨는 시위대와 함께 모란트 만으로 행진했다. 그들이 법원에 도착했을 때, 그들은 작고 경험 없는 자원 민병대에 의해 저지당했다. 군중은 민병대를 돌과 막대기로 던지기 시작했고, 민병대는 그룹에게 발포하여 7명의 흑인 시위자를 살해한 후 후퇴했다.
존 아이어 총독은 알렉산더 넬슨 (영국 육군 장교) 준장이 지휘하는 정부군을 보내 무장이 미흡한 반군들을 추격하고 폴 보글을 모란트 베이로 데려와 재판에 회부했다. 군대는 조직적인 저항에 부딪히지 않았지만, 그럼에도 불구하고 무차별적으로 흑인들을 살해했는데, 이들 대부분은 폭동이나 반란에 연루되지 않았다. 한 군인에 따르면, "우리는 남자든 여자든 아이든 앞에 있는 모든 것을 학살했다." 결국 439명의 흑인 자메이카인들이 병사들에게 직접 살해되었고, 354명(폴 보글 포함)이 체포되어 나중에 아무 이유 없이, 어떠한 설명도 없이, 그리고 적절한 재판 없이 처형되었다. 폴 보글은 "재판받은 그날 저녁이나 다음 날 아침"에 처형되었다. 다른 처벌로는 600명 이상의 남녀(일부 임산부 포함)에 대한 채찍질, 장기 징역형이 있었고, 수천 채의 흑인 자메이카인 가옥이 정당한 이유 없이 불태워졌다.
자메이카 사업가이자 정치인인 조지 윌리엄 고든은 존 아이어 총독과 그의 정책을 비판해 왔는데, 나중에 존 아이어 총독에게 체포되었다. 아이어는 고든이 반란의 배후에 있다고 믿었다. 고든은 반란과 거의 관련이 없었음에도 불구하고 처형되었다. 그는 킹스턴에서 체포되었지만, 아이어에 의해 모란트 베이로 이송되어 계엄 하에 재판을 받을 수 있었다. 고든의 계엄 하 처형과 재판은 영국 본국에서 영국령 식민지가 법치 하에서 통치되어야 하는지 아니면 군사적 허가에 의해 통치되어야 하는지에 대한 우려를 불러일으키며 몇 가지 헌법적 문제를 야기했다. 신속한 재판으로 고든은 재판이 시작된 지 이틀 후인 10월 23일에 교수형에 처해졌다. 그와 폴의 형인 윌리엄 보글은 "둘 다 함께 재판을 받고 동시에 처형되었다."

#### 경제 침체
1882년까지 설탕 생산량은 1828년 수준의 절반에도 미치지 못했다. 전 노예들을 미국 남북전쟁 후 남부에서 확립된 것과 유사한 소작농 계층으로 전환하지 못하자, 농장주들은 점차 임금 노동에 의존하게 되었고 주로 인도, 중국, 시에라리온에서 해외 노동자들을 모집하기 시작했다. 많은 전 노예들은 섬 내륙의 "얌 벨트"에 있는 소작농 또는 소규모 농장 공동체에 정착하여 자급자족 및 일부 현금작물 농업을 했다.
19세기 후반은 자메이카에게 심각한 경제 침체기였다. 낮은 농작물 가격, 가뭄, 질병은 심각한 사회적 불안을 초래했으며, 이는 1865년 모런트 베이 폭동으로 정점에 달했다. 아이어 총독은 이 기회를 이용하여 자유 흑인 및 혼혈 대표들의 영향력이 점점 커지던 의회를 폐지했다. 조던과 오스번은 이 조치에 강력히 반대했지만, 그들의 반대에도 불구하고 아이어에 의해 강행되었다.
그러나 1865년 반란 이후 왕령 식민지 형태로 영국 행정이 재개되면서 일부 사회적, 경제적 진전과 물리적 인프라 투자가 이루어졌다. 농업 개발은 자메이카에서 복원된 영국 통치의 핵심이었다. 1868년에는 첫 대규모 관개 사업이 시작되었다. 1895년에는 자메이카 농업 협회가 설립되어 더 과학적이고 수익성 있는 농업 방법을 홍보했다. 또한 1890년대에는 왕실 토지 정착 계획이 도입되었는데, 일종의 토지 개혁 프로그램으로, 소규모 농부들이 유리한 조건으로 2헥타르 이상의 토지를 구매할 수 있도록 했다.
1865년에서 1930년 사이, 설탕의 중요성이 줄어들면서 자메이카의 토지 소유권 특성이 크게 변했다. 많은 이전 농장들이 파산하면서 일부 토지는 왕실 토지 정착 계획에 따라 자메이카 농민들에게 판매되었고, 다른 사탕수수 밭은 지배적인 영국 생산자들, 특히 영국 기업인 테이트 앤 라일에 의해 통합되었다. 자메이카의 토지와 부의 집중이 스페인어권 카리브해만큼 극심하지는 않았지만, 1920년대에는 섬의 전형적인 설탕 농장이 평균 266헥타르로 증가했다. 그러나 언급했듯이 자메이카의 소규모 농업은 설탕 강국에 의한 토지 통합 속에서도 살아남았다. 실제로 소규모 농장의 수는 1865년에서 1930년 사이에 세 배로 늘어나 인구의 상당 부분을 농민으로 유지했다. 소규모 농장 확장의 대부분은 1910년 이전에 이루어졌으며, 농장 크기는 평균 2~20헥타르였다.

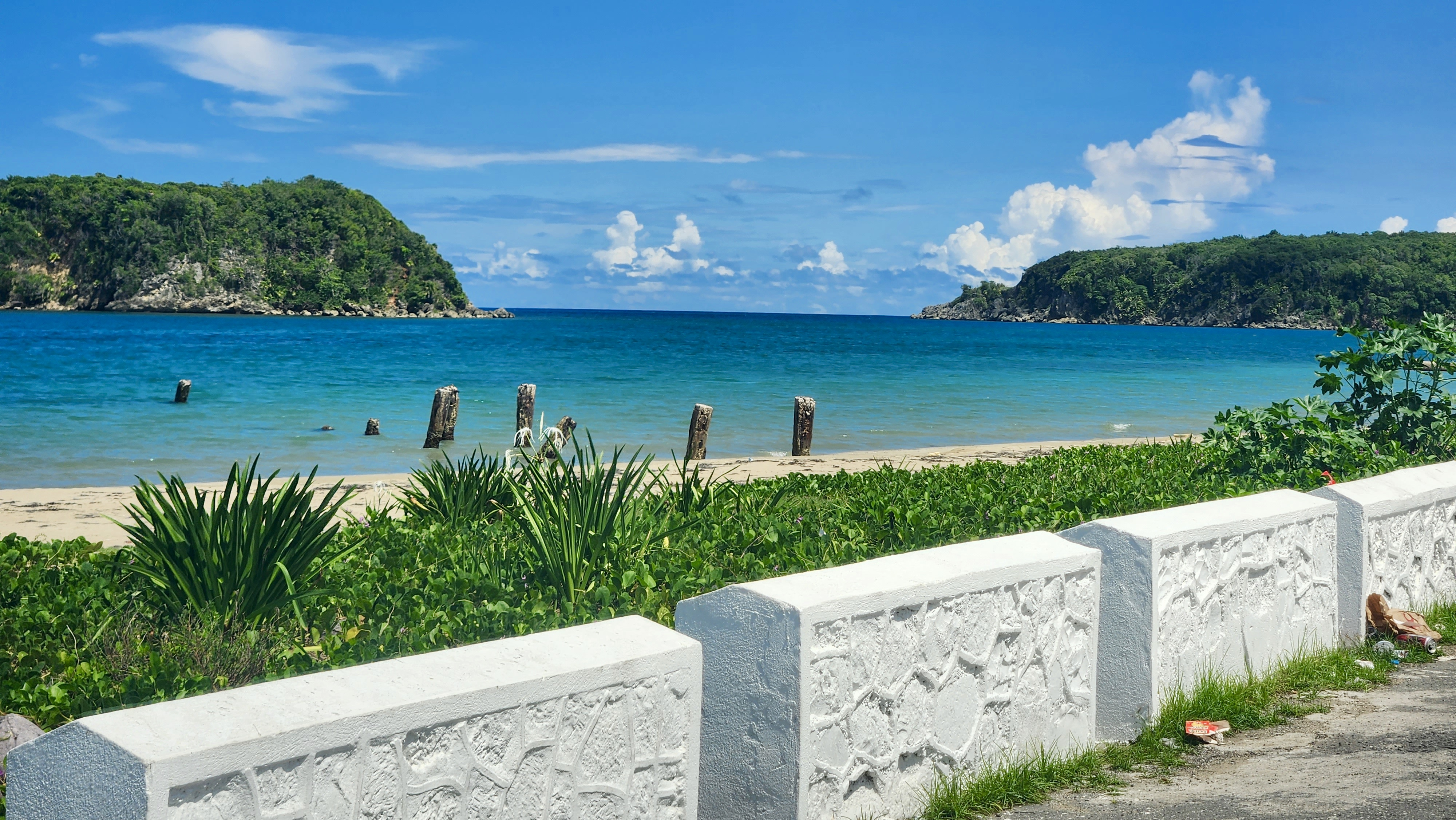
페지 해변, 포트 마리아의 리스 부두 잔해

19세기 후반에 바나나 무역의 성장은 섬의 생산 및 무역 패턴을 변화시켰다. 바나나는 1867년에 처음 수출되었으며, 그 이후로 바나나 농업은 빠르게 성장했다. 1890년까지 바나나는 자메이카의 주요 수출품으로 설탕을 대체했다. 생산량은 1897년 500만 스템(수출의 32퍼센트)에서 1920년대와 1930년대에는 연평균 2천만 스템으로 증가했으며, 이는 국내 수출의 절반 이상을 차지했다. 설탕과 마찬가지로 자메이카의 유명한 유나이티드 프루트 컴퍼니와 같은 미국 기업의 존재는 농산물 수출 재개에 주요 동력이 되었다. 영국도 자메이카의 설탕보다 자메이카 바나나에 더 많은 관심을 가지게 되었다. 그러나 바나나 생산 확대는 심각한 노동력 부족으로 인해 방해를 받았다. 바나나 경제의 성장은 연간 최대 11,000명의 자메이카인이 대규모로 유출되는 가운데 이루어졌다.

#### 자메이카 왕령식민지

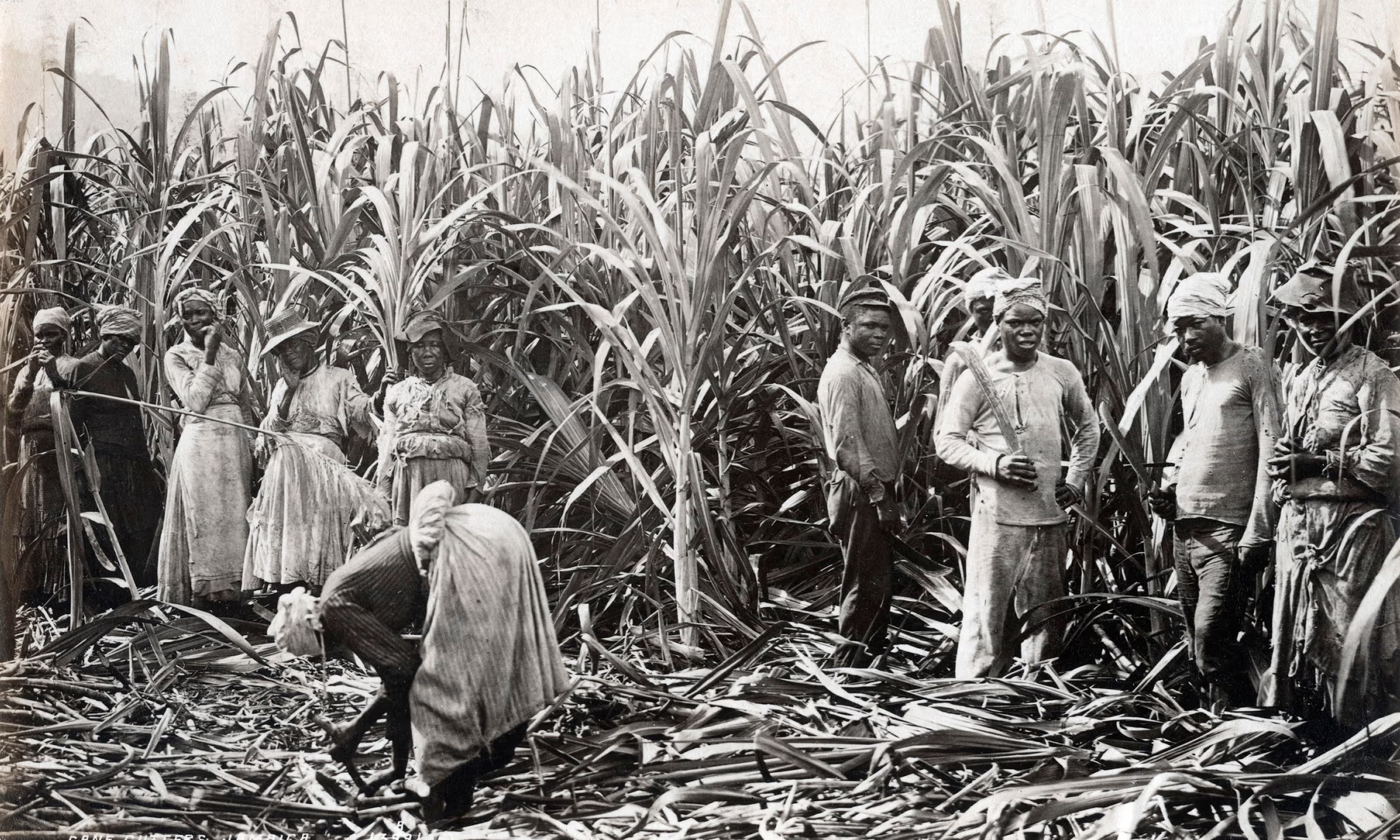
자메이카 사탕수수 절단기, 1891년

1846년, 노예 노동력 상실로 인해 여전히 어려움을 겪고 있던 자메이카 농장주들은 영국이 1846년 설탕 관세법을 통과시켜 자메이카의 주요 설탕 공급자로서의 전통적인 우대 지위를 없애자 큰 타격을 입었다. 자메이카 대의원과 역대 총독들은 위기에서 위기로 헤쳐나갔고, 마침내 1865년 모런트 베이 폭동 동안 인종 및 종교적 긴장이 최고조에 달하면서 설탕 무역이 붕괴되었다. 잔인하게 진압되었음에도 불구하고, 심각한 폭동은 백인 농장주들을 크게 놀라게 하여 에드워드 존 아이어 총독과 식민지부는 200년 된 대의원이 스스로를 폐지하고 직접적인 영국 통치를 요청하도록 성공적으로 설득했다. 이러한 움직임은 선출직 정치에서 유색인종의 영향력이 커지는 것을 종식시켰다. 공직에서 비백인을 배제하는 관행은 조던과 같은 주요 유색인종의 반대에도 불구하고 재개되었다.
1866년에 새로운 왕령 식민지 정부는 입법회와 하원의 양원 의원으로 구성된 행정 비밀 회의로 구성되었지만, 식민지부는 의장을 맡은 영국 총독을 통해 실질적인 권력을 행사했다. 이사회에는 몇몇 손으로 선별된 저명한 자메이카인들이 형식적으로 포함되었다. 19세기 후반에 왕령 식민지 통치는 수정되어 1884년 이후 점진적으로 자메이카에 대표권과 제한된 자치권이 재도입되었다. 식민지의 법률 구조는 잉글랜드 관습법과 지방 법원의 노선을 따라 개혁되었고, 경찰이 설립되었다.
왕실 식민지 제도의 원활한 작동은 영국인인 통치 관리와 입법회의 비공식, 지명된 의원 대다수를 이루는 자메이카인 사이의 좋은 이해와 이해관계의 일치에 달려 있었다. 이 기구의 선출된 의원들은 영구적인 소수였고 어떠한 영향력이나 행정 권한도 없었다. 색깔, 태도, 이해관계가 공유되는 것을 기반으로 하는 영국 관리들과 자메이카 상류층 간의 은밀한 동맹은 런던에서 강화되었는데, 그곳에서 서인도 위원회가 자메이카의 이익을 위해 로비했다. 그러나 재산 자격과 문해력 테스트로 인해 흑인 자메이카인 대다수 중 극히 일부만이 이 선거에서 투표할 수 있었다. 자메이카의 백인 또는 거의 백인에 가까운 재산 계급은 모든 면에서 지배적인 위치를 계속 유지했다. 흑인 인구의 대다수는 여전히 가난하고 선거권이 없었다.
정치적 대표성 부족에 불만을 품은 흑인 자메이카인들은 인종 계층에 도전하는 두 명의 지도자의 지지를 받았다. 이 두 지도자는 모두 흑인이 정부와 섬의 부를 지배하는 백인과 동등하다고 주장했다. 알렉산더 베드워드는 범아프리카주의 개념을 지지한 부흥사였다. 조셉 로버트 러브 박사는 신문을 창간하고 정치 분야에서 흑인 대표를 위해 캠페인을 벌였다. 이 두 사람은 마커스 모시아 가비의 선구자였다.

#### 킹스턴, 새로운 수도
1872년, 정부는 정부 청사를 스패니시타운에서 킹스턴으로 이전하는 법안을 통과시켰다. 킹스턴은 포트로열을 파괴한 1692년 지진 생존자들의 피난처로 설립되었다. 도시는 1703년 닉 카타니아 해적 함대의 화재로 포트로열이 추가로 파괴된 후에야 성장하기 시작했다. 측량사 존 고프는 노스, 이스트, 웨스트, 하버 스트리트로 둘러싸인 격자형 도시 계획을 세웠다. 1716년까지 킹스턴은 자메이카에서 가장 큰 도시이자 무역의 중심지가 되었다. 정부는 사람들에게 포트로열에서 소유했던 토지 이상을 구매하지 않고, 해안가 토지만 구매하도록 규제하면서 토지를 판매했다. 점차 부유한 상인들은 사업장 위에서 살던 주거지를 북쪽 리가니아 평원의 농지로 옮기기 시작했다.
1755년 총독 찰스 놀스 경은 정부 청사를 스패니시타운에서 킹스턴으로 이전하기로 결정했다. 일부에서는 킹스턴의 도덕적 유혹과 가까워서 의회에 부적합한 위치라고 생각했고, 다음 총독은 이 법을 취소했다.
그러나 1780년까지 킹스턴의 인구는 11,000명이었고, 상인들은 스패니시타운에서 행정 수도를 옮기도록 로비하기 시작했는데, 스패니시타운은 당시 킹스턴의 상업 활동에 의해 빛을 잃고 있었다. 1892년, 자메이카에 처음으로 전기가 공급되었는데, 이는 석탄을 태우는 증기 발전소에서 공급되었다.
1907년 킹스턴 지진은 도시의 대부분을 파괴했다. 그 시대의 많은 작가들이 세계에서 가장 치명적인 지진 중 하나로 여겼으며, 800명 이상의 자메이카인이 사망하고 10,000명 이상의 주택이 파괴되었다.

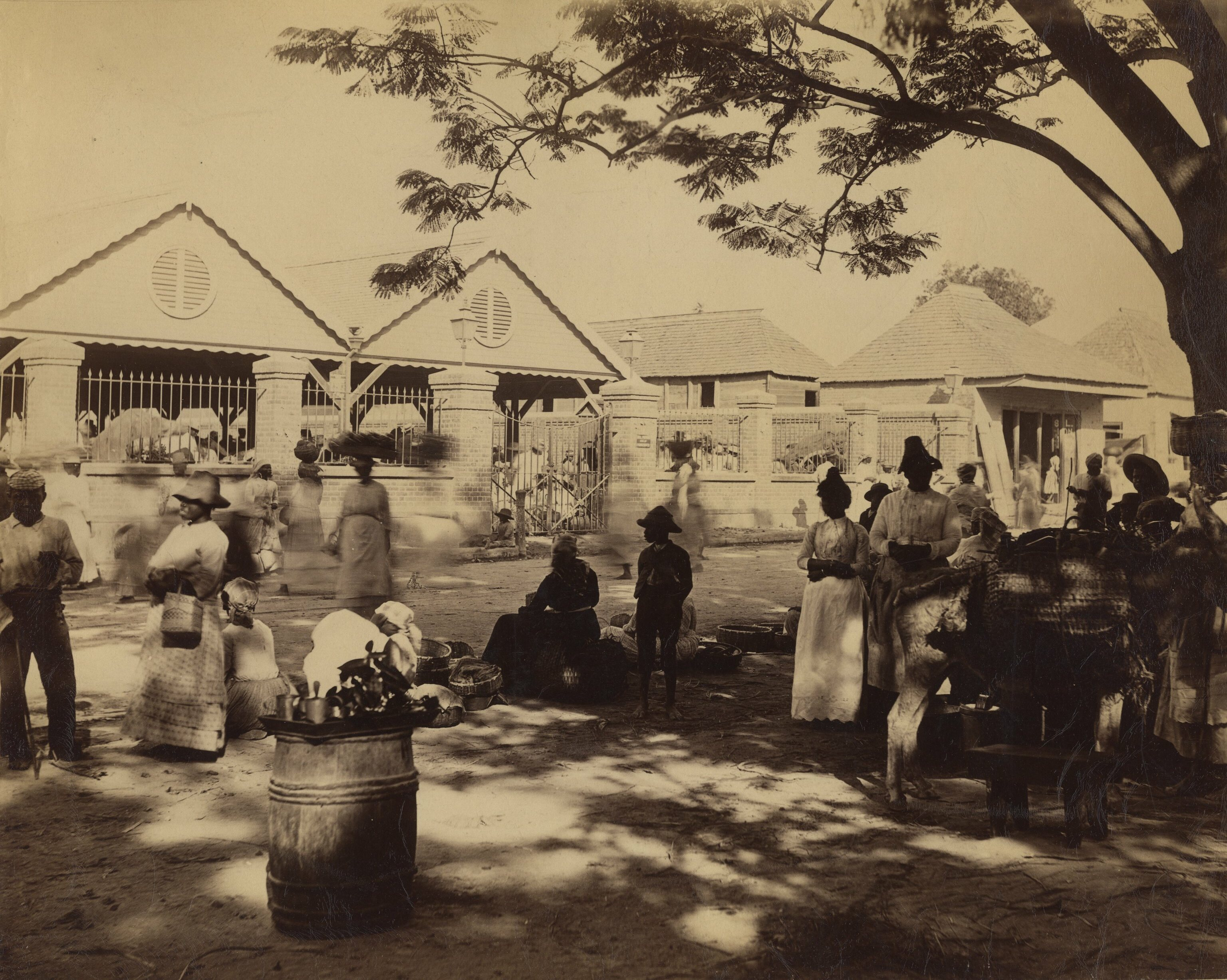
1891년 킹스턴
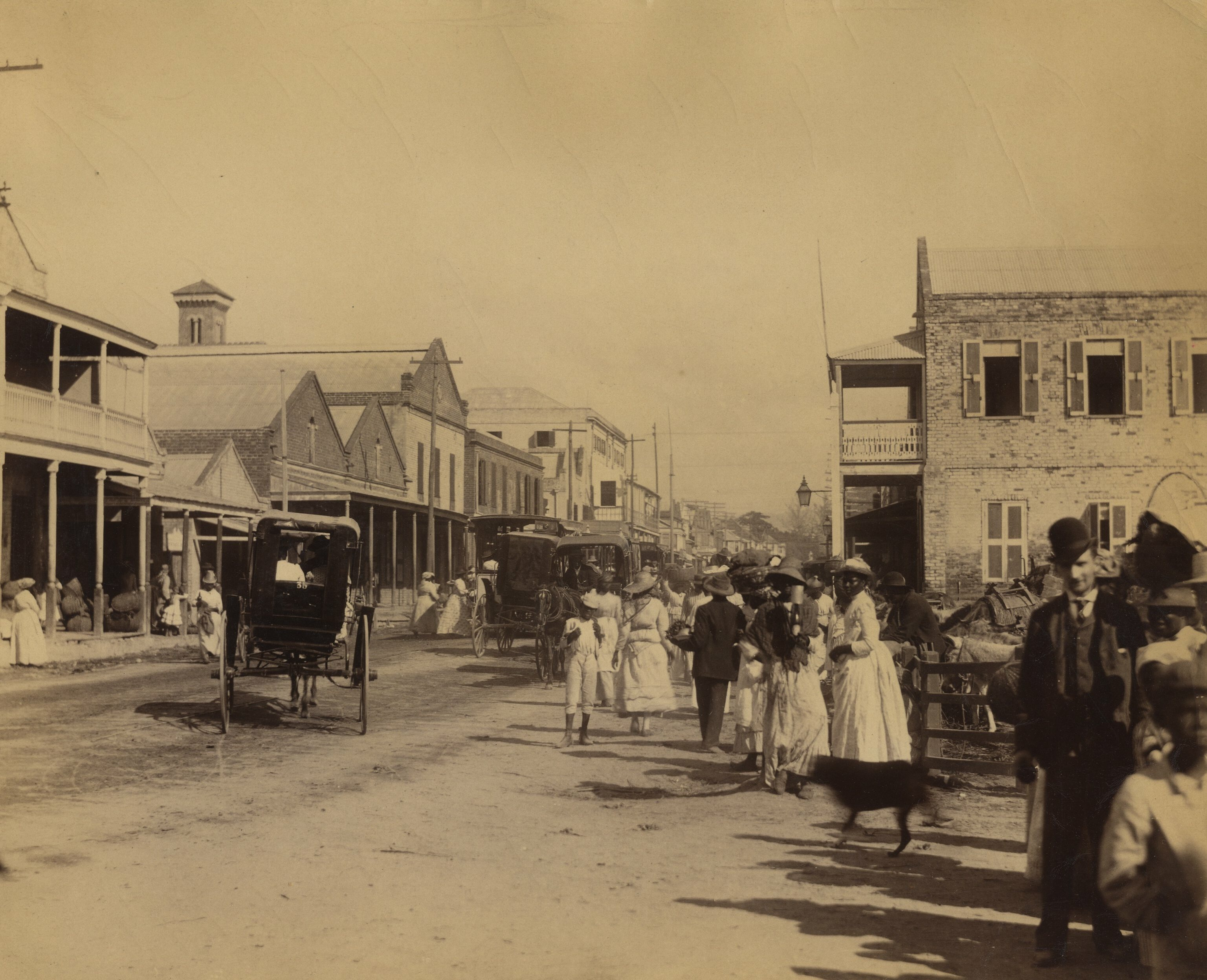
1891년 킹스턴의 마차
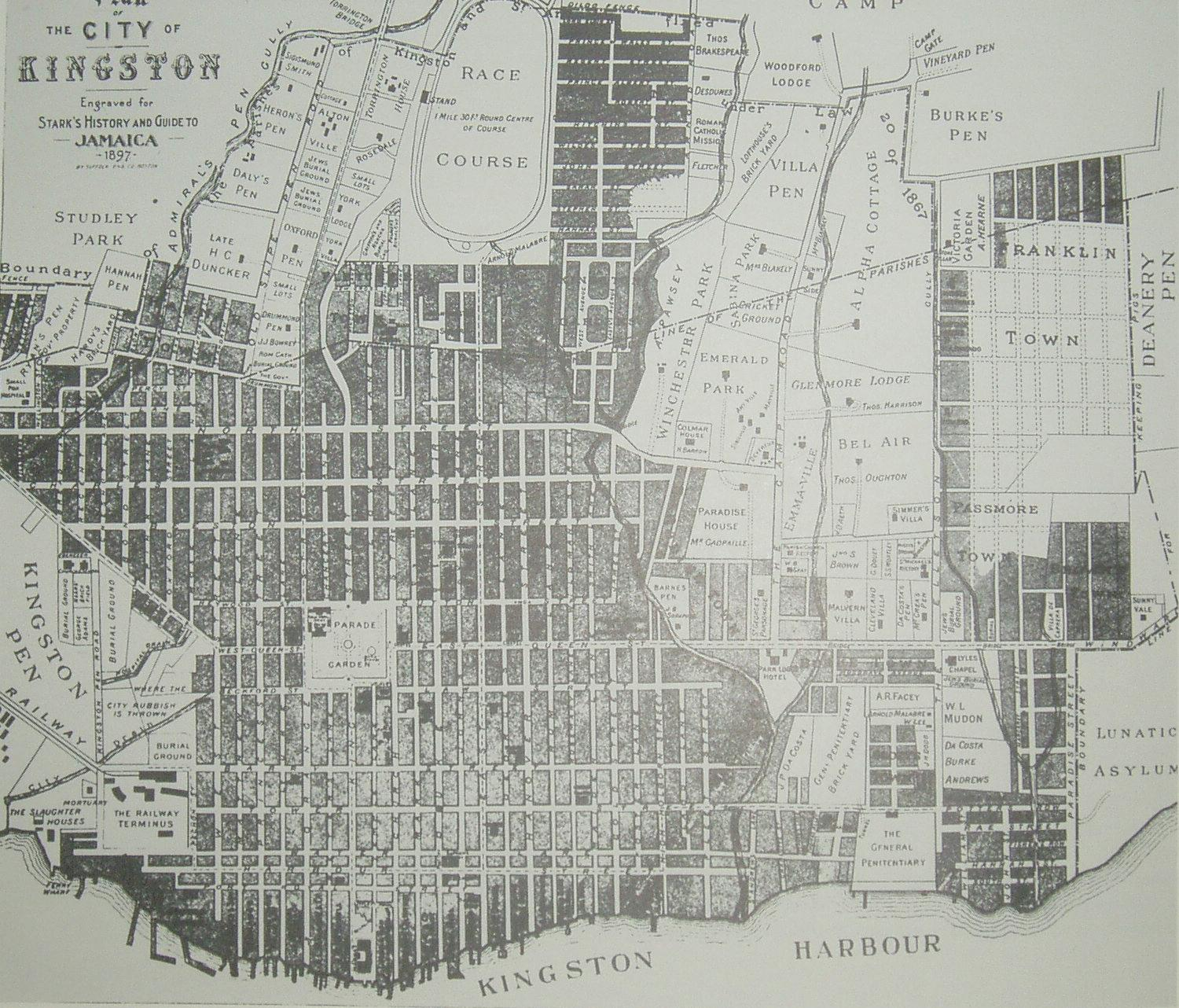
1897년 킹스턴 지도
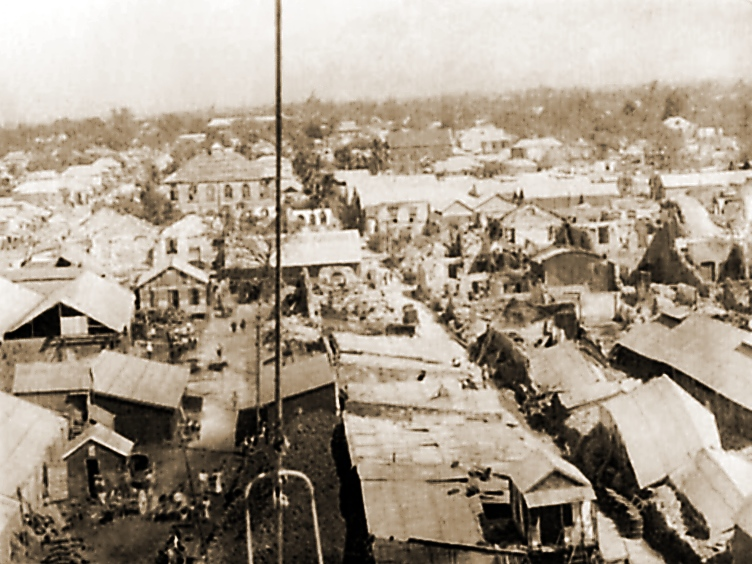
1907년 킹스턴 전경, 지진으로 인한 피해를 보여줌

### 20세기

#### 마커스 가비

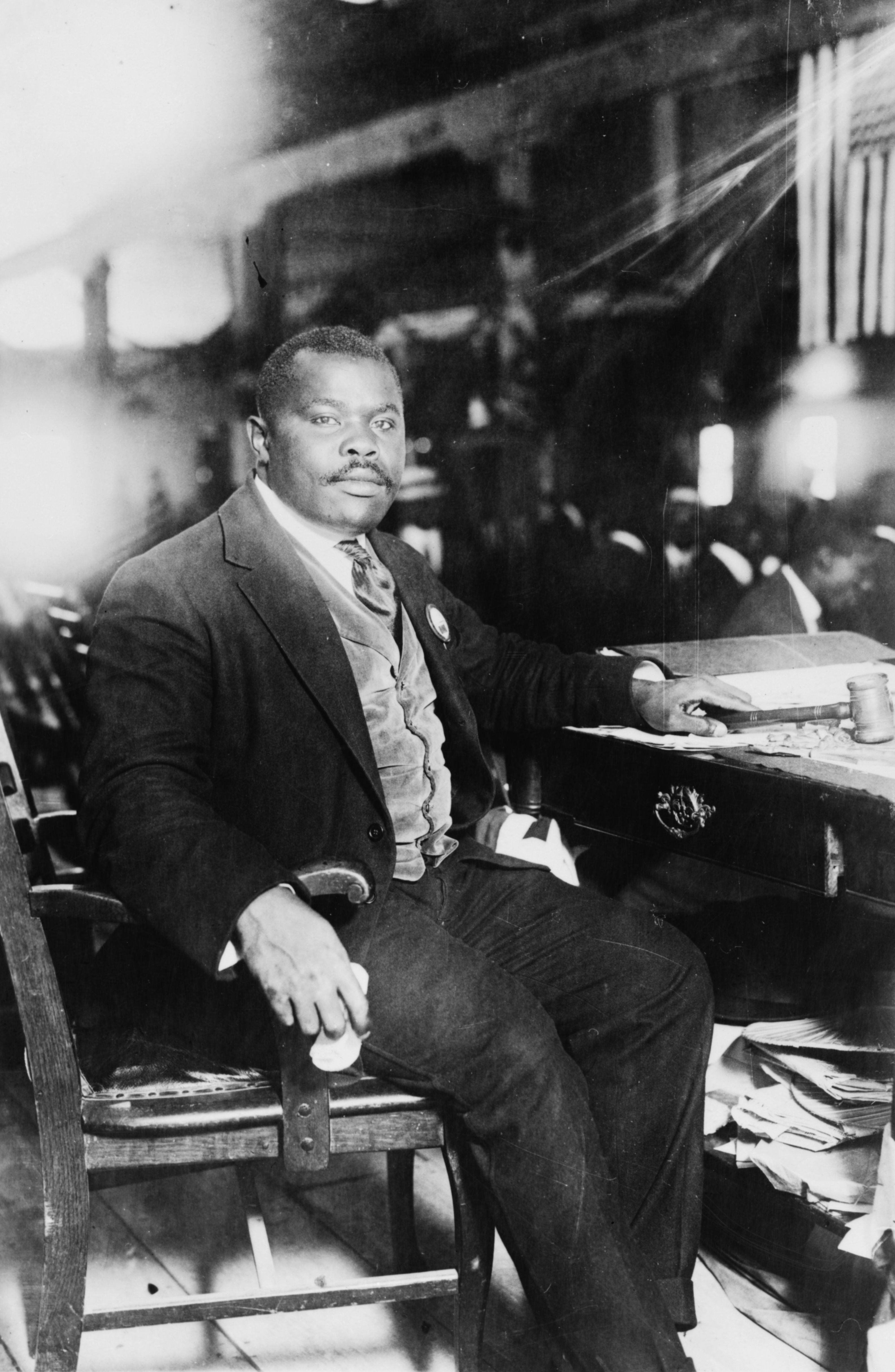
마커스 가비

흑인 운동가이자 노동조합원인 마커스 모시아 가비는 1914년에 세계 흑인 진보 연합을 설립했으며, 1929년에는 자메이카 최초의 정당 중 하나를, 1930년대 초에는 노동자 협회를 설립했다. 가비는 또한 아프리카계 후손들이 조상의 고향으로 돌아갈 것을 촉구하는 아프리카 귀환 운동을 추진했다. 가비는 식민지 정부에 서인도 제도의 흑인 및 원주민의 생활 환경 개선을 간청했으나 소용이 없었다.
논란의 인물이었던 가비는 미국 정부의 4년간의 조사를 받았다. 그는 1923년 우편 사기 혐의로 유죄 판결을 받았고 애틀랜타 연방 교도소에서 5년형의 대부분을 복역한 후 1927년 자메이카로 추방되었다. 가비는 1935년 식민지를 떠나 영국에 살았으며, 5년 후 막대한 빚을 지고 사망했다. 1960년대 에드워드 시애가 당시 정부 장관이 그의 유해를 자메이카로 돌려보내도록 주선한 후 자메이카의 첫 번째 국가 영웅으로 선포되었다. 1987년 자메이카는 가비에 대한 연방 혐의가 근거 없고 부당하다는 이유로 미국 의회에 사면을 청원했다.

#### 라스타파리 운동
아브라함 종교인 라스타파리 운동은 1930년대 하일레 셀라시에 1세의 에티오피아 황제 즉위 이후 자메이카에서 발전했다. 하일레 셀라시에 1세는 1930년 11월 황제로 즉위했는데, 이는 라이베리아를 제외하고는 에티오피아 제국이 유일하게 식민지배로부터 독립한 아프리카 국가였으며, 하일레 셀라시에가 유럽의 왕과 여왕들 사이에서 인정받는 유일한 아프리카 지도자였다는 점에서 중요한 사건이었다. 다음 2년 동안 대관식 당시 해외에 있었던 세 명의 자메이카인들이 각자 귀국하여 독립적으로 거리 설교사로서 새로 즉위한 황제를 재림한 그리스도로 선포하기 시작했다.
먼저, 1930년 12월, 해군 출신 아치볼드 던클리가 포트 안토니오에 상륙하여 곧 사역을 시작했으며, 1933년에는 킹스턴으로 이전하여 왕 중의 왕 에티오피아 선교회를 설립했다. 조셉 히버트는 1931년 코스타리카에서 돌아와 세인트 앤드루 구역의 베노아 지역에서 자신의 사역인 에티오피아 콥트 신앙을 통해 황제의 신성을 전파하기 시작했다. 그 역시 다음 해 킹스턴으로 이사했는데, 그곳에서 레너드 하웰이 이미 비슷한 시기에 자메이카로 돌아와 이와 같은 교리를 가르치고 있음을 발견했다. 가비주의자이자 전 베드워드주의자였던 로버트 힌즈가 합류하면서 이 네 명의 설교자는 곧 자메이카의 가난한 사람들 사이에서 추종자들을 모으기 시작했다.

#### 대공황과 노동자 시위
변호사 J.A.G. 스미스와 같은 선출된 흑인 의원들은 20세기 초 식민지 정부를 강력히 비판했다. 영국 정부는 이러한 비판을 인정하면서도 거의 해결하지 않았다.
대공황은 1929년 설탕 가격 폭락을 야기했고, 해외로 일자리를 찾아 나섰던 많은 자메이카인들이 귀국하게 만들었다. 경제 침체, 실업, 저임금, 고물가, 열악한 생활 환경에 대한 불만은 1930년대 사회 불안을 야기했다.
자메이카에서의 봉기는 서부 웨스트모얼랜드 교구의 프롬 설탕 농장에서 시작되어 빠르게 동쪽의 킹스턴으로 확산되었다. 특히 자메이카는 영국 식민 통치로부터의 경제 발전에 대한 요구에 있어 지역 전체의 속도를 정했다. 경찰은 파업을 강제로 진압하여 여러 명의 파업 참가자들이 사망했고, 많은 경찰관들이 부상을 입었다. 이는 섬의 다른 지역에서도 추가적인 소요 사태를 일으켰다. 1938년, 버스타만테 산업 노동조합이 지지를 얻었으며, 노먼 맨리는 인민민족당을 창당했는데, 이 당에는 초기에는 그의 사촌인 노동조합 지도자 알렉산더 버스타만테도 포함되었다.
자메이카 및 다른 지역에서의 소요 사태로 인해 영국은 1938년에 모인 위원회를 임명했다. 위원회의 즉각적인 결과는 식민지 개발 복지법으로, 이는 영국령 서인도 제도의 협력적 개발을 위해 20년 동안 매년 약 1백만 파운드를 지출하도록 규정했다. 그러나 자메이카의 거대한 구조적 문제들을 해결하기 위한 구체적인 조치는 실행되지 않았다.

#### 새로운 노동조합과 정당
섬 정체성이나 자결권에 대한 열망과는 구별되는 내셔널리즘의 등장은 일반적으로 자메이카와 동카리브해 섬에서 발생한 1938년 노동 폭동으로 거슬러 올라간다. 3년 전에 자메이카 노동자 및 기술자 연합(JTWTU)을 결성한 킹스턴 수도의 대금업자 윌리엄 알렉산더 버스타만테는 그의 메시아적 성격으로 흑인 대중의 상상력을 사로잡았다. 그는 피부가 옅고 부유하며 귀족적이었다. 버스타만테는 1938년 파업과 기타 소요 사태에서 대중주의 지도자이자 전투적인 도시 노동계급의 주요 대변인으로 떠올랐다. 그 해, JTWTU를 발판 삼아 그는 자메이카 노동자 운동의 시작을 알린 버스타만테 산업 노동조합(BITU)을 설립했다.
버스타만테의 사촌인 노먼 맨리는 1938년 폭동의 결과로 자메이카 국가 통합의 기반이 대중에게 있다고 결론지었다. 그러나 노동조합 지향적인 버스타만테와 달리 맨리는 대중을 위한 국가 권력과 정치적 권리에 대한 접근에 더 관심이 있었다. 1938년 9월 18일, 그는 인민민족당(PNP)을 창당했다. 이는 혼혈인 중산층과 사업계의 자유주의 부문이 지지하는 민족주의 운동으로 시작되었다. 그 지도자들은 상류 중산층의 고학력자들이었다. 1938년 폭동은 PNP가 노동조합을 조직하도록 촉발했지만, PNP가 주요 노동조합을 결성하기까지는 몇 년이 걸렸다. 당은 초기에는 도시 지역과 바나나 재배 농촌 교구에 네트워크를 구축하는 데 집중했으며, 나중에는 소규모 농부들과 보크사이트 채굴 지역에서 지지를 구축하는 데 노력했다.
1940년 PNP는 사회주의 이념을 채택했고 나중에 사회주의 인터내셔널에 가입하여 서유럽의 사회민주주의 정당들과 공식적으로 동맹을 맺었다. 사회주의 원칙에 따라, 맨리는 교조적인 사회주의자는 아니었다. 1940년대 PNP 사회주의는 생산 요소에 대한 국가 통제, 기회 균등, 복지국가에 대한 영국 노동당의 사상과 유사했다. PNP의 좌파는 더 정통적인 마르크스주의적 견해를 가지고 있었고 카리브 노동회의를 통해 노동조합 운동의 국제화를 위해 노력했다. 자메이카 정치 및 노동조합 활동의 초기 형성기에는 맨리와 버스타만테의 관계가 원만했다. 맨리는 1938년 폭동에서의 노동 운동으로 영국이 제기한 혐의에 대해 버스타만테를 법정에서 변호했고, 버스타만테가 수감되어 있는 동안 BITU를 돌보았다.
버스타만테는 그만의 정치적 야망을 가지고 있었다. 1942년, 그는 아직 수감되어 있는 동안 PNP에 대항하는 정치 정당인 자메이카 노동당(JLP)을 창당했다. PNP보다 하층 계급의 지도자들로 구성된 이 새 정당은 보수적인 사업가들과 6만 명의 회비를 납부하는 BITU 회원들의 지지를 받았다. 그들은 부두 및 설탕 농장 노동자들과 기타 미숙련 도시 노동자들을 포괄했다. 1943년 석방된 후, 버스타만테는 JLP를 건설하기 시작했다. 한편, 몇몇 PNP 지도자들은 좌파 지향적인 노동조합 총회(TUC)를 조직했다. 따라서 현대 자메이카의 초기 단계부터 조직적인 정치 생활에서 노동조합은 필수적인 부분이었다.
다음 25년 동안 버스타만테와 맨리는 자메이카 정치에서 주도권을 놓고 경쟁했는데, 전자는 "맨발의 사나이"의 대의를 주장했고, 후자는 "민주적 사회주의"를 주장했다. 이는 계급 없는 사회를 달성하기 위한 느슨하게 정의된 정치 및 경제 이론이었다. 자메이카의 두 건국 아버지는 매우 다른 대중적 이미지를 투영했다. 고등학교 졸업장조차 없었던 버스타만테는 독재적이고 카리스마 넘치며 매우 능숙한 정치인이었다. 맨리는 운동선수 출신이자 옥스퍼드 대학교에서 교육받은 변호사이자 로즈 장학금 장학생, 인본주의자이자 자유주의 지식인이었다. 버스타만테보다 훨씬 더 내성적이었지만, 맨리는 인기가 많고 널리 존경받았다. 그는 또한 왕실 식민지의 독립을 향한 추진력이 된 비전 있는 민족주의자였다.
1938년 서인도 제도에서 발생한 소란 이후, 런던은 모인 위원회를 파견하여 영국령 카리브해 영토의 상황을 조사했다. 이 조사 결과로 1940년대 초에 더 나은 임금과 새로운 헌법이 제정되었다.
1954년, PNP는 리처드 하트 (자메이카 정치인), 마르크스주의자 그리고 세 명의 다른 PNP 의원들을 (주장된) 공산주의적 견해로 인해 추방했다. 다른 세 명의 의원은 프랭크 힐, 켄 힐, 아서 헨리였으며, 그들은 통틀어 "네 명의 H"라고 불렸다.
하트와 "네 명의 H"의 다른 구성원들은 자메이카의 노동조합 운동에서 매우 활발하게 활동했다. 1940년대와 1950년대에 하트는 1946년부터 1948년까지 노동조합 협의회 집행위원회 위원으로 활동했다. 그는 1945년부터 1946년까지 카리브 노동회의의 비서보좌관으로, 1947년부터 1953년까지 비서보좌관으로 재직했다.
'네 명의 H'의 추방은 PNP와 PNP에 소속된 노동조합 총회(TUC) 간의 결별을 알렸다. 전국 노동자 조합 (자메이카)는 TUC가 남긴 공백을 효과적으로 채웠다.

#### 식민지 선거
새로운 헌법은 유권자 자격을 상당히 확대했다. 1919년 자메이카 여성들은 투표권을 얻었지만, 전체 인구의 약 12분의 1만이 투표권을 가지고 있었다. 1943년에는 120만 명의 인구 중 약 70만 명이 투표권을 갖게 되었다.
1944년 11월 20일에 공포된 자메이카 헌법은 왕령 식민지 제도를 수정하고 웨스트민스터 정부 모델 및 보통 성인 참정권에 기반한 제한된 자치 정부를 시작했다. 또한 장관 책임과 법치의 섬 원칙을 구현했다.
1944년 자메이카 총선에는 인구의 31%가 참여했다. 1944년 12월 12일에 치러진 투표율은 58.7%였다. 자메이카 노동당은 일자리 창출 약속, 친 JLP 교구에 대한 공공 자금 분배 관행, 그리고 PNP의 상대적으로 급진적인 강령에 힘입어 PNP에 18%의 표 차이로 승리했으며, 32석 중 22석을 차지했다. PNP는 5석을 얻었고, 다른 단명 정당들은 5석을 얻었다. 버스타만테는 비공식 정부 지도자로 취임했다.
새로운 헌장 하에, 영국 총독은 6인으로 구성된 추밀원과 10인으로 구성된 행정위원회의 도움을 받아 오로지 국왕에게만 책임졌다. 자메이카 입법회는 양원제 의회의 상원, 즉 상원이 되었다. 하원 의원들은 단일 선거구인 선거구에서 성인 참정권으로 선출되었다. 이러한 변화에도 불구하고 최종 권한은 총독과 다른 고위 관리들에게 집중되었다.
1949년 자메이카 총선은 훨씬 더 근소한 차이였다. PNP는 JLP보다 더 많은 표(203,048표)를 얻었지만(199,538표), JLP가 더 많은 의석을 확보했다. PNP는 13석, JLP는 17석을 얻었다. 무소속 후보는 2석을 얻었다. 투표율은 65.2%였다.
정당들은 선출된 정부에 대한 헌법적 권한의 추가적인 확대를 위해 식민지 정부에 로비했고, 1953년 6월에 새로운 헌법은 수석 장관과 7명의 다른 장관들을 선출된 대의원에서 임명하도록 규정했다. 그들은 이제 공식 및 지명된 의원들에 대해 다수를 차지했다. 처음으로 장관들은 이제 섬의 내부 사무 관리에서 광범위한 책임을 행사할 수 있었다. 그들의 권한에 대한 유일한 제한은 공공 안보, 공공 기소 및 여전히 식민지 장관의 관할 하에 있던 공무원들에게 영향을 미치는 문제에 국한되었다. 1953년, 버스타만테는 자메이카의 첫 수석 장관(정부 수장의 독립 이전 직책)이 되었다.
1955년 자메이카 총선에서 PNP는 처음으로 승리하여 32석 중 18석을 차지했다. JLP는 14석을 얻었으며, 무소속은 없었다. 투표율은 65.1%였다. 그 결과 노먼 맨리가 새로운 수석 장관이 되었다.
1959년 자메이카 총선은 1959년 7월 28일에 치러졌으며, 의석 수는 45석으로 늘어났다. PNP는 JLP의 16석에 비해 29석을 차지하며 더 큰 승리 차이를 확보했다.
맨리는 1959년 8월 14일 자메이카 최초의 총리로 임명되었다.

#### 서인도 연방과 독립으로의 길
영국 정부가 카리브 식민지들을 통합하기로 결정하자, 자메이카와 9개 다른 식민지로 구성된 서인도 연방이 1958년에 결성되었다. 서인도 연방 노동당은 맨리가 조직했고, 서인도 민주 노동당은 버스타만테가 조직했다. 1958년 연방 선거에서 DLP는 자메이카의 17석 중 11석을 얻었다. 맨리와 버스타만테 모두 연방 선거에 출마하지 않았다.
그러나 민족주의가 고조되고 새로운 연합에 대한 불만이 컸다. 연방 의회에서 자메이카의 의석 비율은 연방 전체 인구의 비율보다 작았고, 많은 자메이카인들은 작은 섬들이 자메이카의 부에 부담이 될 것이라는 견해를 표명했으며, 자메이카는 동카리브해와 지리적으로 멀리 떨어져 있었고, 많은 자메이카인들은 킹스턴이 연방 수도로 선택되지 않은 것에 대해 불만을 표했다.
연방 선거 3년 후, 연방은 독립 확보에 더 가까워지지 않았고, 버스타만테는 자메이카가 자체적으로 독립을 확보하기 위해 연방 탈퇴 운동을 벌이기 시작했다. 맨리는 자메이카가 연방에 남을지 여부를 국민들이 결정할 기회를 제공함으로써 대응했다.
1961년 연방 가입 국민투표에서 자메이카는 서인도 연방 탈퇴에 54%로 찬성했다. 다른 회원국들도 곧 탈퇴하기 시작했다. 국민투표에서 패배한 후, 맨리는 1962년 4월에 자메이카를 선거에 부쳐 섬의 독립을 위한 위임을 확보했다.
1962년 4월 10일, 1962년 자메이카 총선에서 45석 중 JLP가 26석, PNP가 19석을 얻었다. 투표율은 72.9%였다.
그 결과 1962년 8월 6일 자메이카의 독립이 이루어졌고, 그 다음 10년 동안 다른 여러 영국 식민지들도 뒤따랐다. 버스타만테는 4월에서 8월 사이에 맨리를 대신하여 총리가 되었고, 독립 시 자메이카의 첫 번째 총리가 되었다.

## 경제
최초의 유럽 정착민인 스페인인들은 주로 귀금속 채굴에 관심을 가졌고 자메이카를 개발하거나 변형시키지 않았다. 1655년 영국은 섬을 점령하고 영국의 산업 혁명을 지원하기 위해 노예 노동에 기반한 농업 경제를 천천히 구축하기 시작했다. 17세기 동안 자메이카에는 설탕 농장 경제의 기본 패턴과 사회 시스템이 확립되었다. 부재 지주가 소유한 대규모 농장은 현지 대리인이 관리했다. 노예 인구는 17세기 마지막 분기 동안 빠르게 증가했으며, 세기 말에는 노예가 백인 유럽인의 최소 5배에 달했다. 노예 체제 하의 조건이 극도로 가혹했고 노예 사망률이 높았기 때문에, 노예 인구는 자연 증가보다는 노예 무역을 통해 증가했다.
18세기 대부분 동안 설탕 수출에 기반한 연작 경제가 번성했다. 그러나 18세기 마지막 분기에는 기근, 허리케인, 식민지 전쟁, 독립 전쟁으로 인해 무역이 방해받으면서 자메이카의 설탕 경제가 쇠퇴했다. 1820년대에는 자메이카 설탕이 쿠바와 같은 대량 생산자들의 설탕보다 경쟁력이 떨어졌고 생산량은 그 후 감소했다. 1882년까지 설탕 생산량은 1828년 수준의 절반에도 미치지 못했다.
일부 역사가들은 설탕 생산량 감소의 주요 원인이 영국 의회의 1807년 노예 무역법으로, 1808년 3월 1일 이후 자메이카로 노예를 수송하는 것이 금지되었기 때문이라고 생각한다. 그러나 시모어 드레셔는 노예 무역 폐지 이전과 이후에도 자메이카 설탕 경제가 번성했다고 주장했다. 노예 무역 폐지 다음으로 1834년 노예제 폐지와 4년 이내의 완전한 해방이 이루어졌다. 에릭 윌리엄스는 설탕 경제가 1820년대에 쇠퇴하기 시작했고, 그제서야 영국의 노예 폐지 운동이 속도를 냈다는 증거를 제시했다. 전 노예들을 미국 남북전쟁 후 남부에서 확립된 것과 유사한 소작농 계층으로 전환하지 못하자, 농장주들은 점차 임금 노동에 의존하게 되었고 주로 인도, 중국, 시에라리온에서 해외 노동자들을 모집하기 시작했다. 많은 전 노예들은 섬 내륙의 "얌 벨트"에 있는 소작농 또는 소규모 농장 공동체에 정착하여 자급자족 및 일부 현금작물 농업을 했다.
19세기 후반은 자메이카에게 심각한 경제 침체기였다. 낮은 농작물 가격, 가뭄, 질병은 심각한 사회적 불안을 초래했으며, 이는 1865년 모런트 베이 폭동으로 정점에 달했다. 그러나 1865년 반란 이후 왕령 식민지 형태로 영국 행정이 재개되면서 일부 사회적, 경제적 진전과 물리적 인프라 투자가 이루어졌다. 농업 개발은 자메이카에서 복원된 영국 통치의 핵심이었다. 1868년에는 첫 대규모 관개 사업이 시작되었다. 1895년에는 자메이카 농업 협회가 설립되어 더 과학적이고 수익성 있는 농업 방법을 홍보했다. 또한 1890년대에는 왕실 토지 정착 계획이 도입되었는데, 일종의 토지 개혁 프로그램으로, 소규모 농부들이 유리한 조건으로 2헥타르 이상의 토지를 구매할 수 있도록 했다.
1865년에서 1930년 사이, 설탕의 중요성이 줄어들면서 자메이카의 토지 소유권 특성이 크게 변했다. 많은 이전 농장들이 파산하면서 일부 토지는 왕실 토지 정착 계획에 따라 자메이카 농민들에게 판매되었고, 다른 사탕수수 밭은 지배적인 영국 생산자들, 특히 영국 기업인 테이트 앤 라일에 의해 통합되었다. 자메이카의 토지와 부의 집중이 스페인어권 카리브해만큼 극심하지는 않았지만, 1920년대에는 섬의 전형적인 설탕 농장이 평균 266헥타르로 증가했다. 그러나 언급했듯이 자메이카의 소규모 농업은 설탕 강국에 의한 토지 통합 속에서도 살아남았다. 실제로 소규모 농장의 수는 1865년에서 1930년 사이에 세 배로 늘어나 인구의 상당 부분을 농민으로 유지했다. 소규모 농장 확장의 대부분은 1910년 이전에 이루어졌으며, 농장 크기는 평균 2~20헥타르였다.
19세기 후반에 바나나 무역의 성장은 섬의 생산 및 무역 패턴을 변화시켰다. 바나나는 1867년에 처음 수출되었으며, 그 이후로 바나나 농업은 빠르게 성장했다. 1890년까지 바나나는 자메이카의 주요 수출품으로 설탕을 대체했다. 생산량은 1897년 500만 스템(수출의 32퍼센트)에서 1920년대와 1930년대에는 연평균 2천만 스템으로 증가했으며, 이는 국내 수출의 절반 이상을 차지했다. 설탕과 마찬가지로 자메이카의 유명한 유나이티드 프루트 컴퍼니와 같은 미국 기업의 존재는 농산물 수출 재개에 주요 동력이 되었다. 영국도 자메이카의 설탕보다 자메이카 바나나에 더 많은 관심을 가지게 되었다. 그러나 바나나 생산 확대는 심각한 노동력 부족으로 인해 방해를 받았다. 바나나 경제의 성장은 연간 최대 11,000명의 자메이카인이 대규모로 유출되는 가운데 이루어졌다.
대공황은 1929년 설탕 가격 폭락을 야기했고, 많은 자메이카인들이 귀국하게 만들었다. 경제 침체, 실업, 저임금, 고물가, 열악한 생활 환경에 대한 불만은 1930년대 사회 불안을 야기했다. 자메이카에서의 봉기는 서부 웨스트모얼랜드 교구의 프롬 설탕 농장에서 시작되어 빠르게 동쪽의 킹스턴으로 확산되었다. 특히 자메이카는 영국 식민 통치로부터의 경제 발전에 대한 요구에 있어 지역 전체의 속도를 정했다.
자메이카와 이 지역의 나머지 지역에서 발생한 소란으로 인해 영국은 1938년에 모인 위원회를 임명했다. 위원회의 즉각적인 결과는 식민지 개발 복지법으로, 이는 영국령 서인도 제도의 협력적 개발을 위해 20년 동안 매년 약 1백만 파운드를 지출하도록 규정했다. 그러나 자메이카의 거대한 구조적 문제들을 해결하기 위한 구체적인 조치는 실행되지 않았다.
제2차 세계 대전 동안 자메이카가 미국과 맺은 확대되는 관계는 전쟁이 끝날 때까지 되돌릴 수 없는 변화의 원동력이 되었다. 오퍼레이션 부트스트랩 하의 푸에르토리코에서 달성된 초기 경제 발전, 미국으로의 이민 재개, 마커스 가비의 지속적인 인상, 그리고 모인 위원회 보고서의 발표는 자메이카의 정치 과정과 경제 발전에 대한 요구에 중요한 변화를 가져왔다. 1930년대 중후반의 영국령 서인도 제도 전역에서와 마찬가지로 자메이카의 사회적 혼란은 강력한 노동조합과 신생 정당의 출현을 위한 길을 닦았다. 이러한 변화는 1940년대와 1950년대의 초기 현대화와 1944년에 도입된 제한적 자치를 위한 발판을 마련했다.
전후의 광범위한 성장 기간은 자메이카를 점점 더 산업사회로 변화시켰다. 이러한 패턴은 1950년대에 보크사이트 수출이 시작되면서 가속화되었다. 경제 구조는 1950년 GDP의 30.8%를 차지하던 농업 의존에서 1960년 12.9%, 1970년 6.7%로 농업 기여도가 감소하는 방향으로 전환되었다. 같은 기간 동안 GDP에서 광업의 기여도는 1950년 1% 미만에서 1960년 9.3%, 1970년 12.6%로 증가했다. 제조업은 1950년 11.3%에서 1960년 12.8%, 1970년 15.7%로 확장되었다.

## 같이 보기
- 자메이카 침공 (1655)
- 자메이카
- 자메이카의 역사
- 영국령 서인도 제도의 역사

## 더 읽어보기
- Ayearst, Morley (1960). 《The British West Indies.》 (영어). New York: New York University Press. OCLC 1011816557.
- Black, Clinton Vane de Brosse (1975). 《History of Jamaica》 (영어). London; Glasgow: Collins Clear-Type Press. OCLC 1089500508.
- Brown, Vincent (2008). 《The reaper's garden: death and power in the world of Atlantic slavery》. Cambridge, Mass.: 하버드 대학교 출판부. hdl:2027/heb.07795. OCLC 654289564. 2023년 7월 2일에 원본 문서에서 보존된 문서. 2021년 6월 9일에 확인함.
- Brown, Vincent (2020). 《Tacky's revolt: the story of an Atlantic slave war》 (영어). 하버드 대학교 출판부. ISBN 978-0-674-24208-1. OCLC 1119066110.
- Campbell, Mavis Christine (1988). 《The Maroons of Jamaica, 1655-1796: a history of resistance, collaboration & betrayal》 (영어). Granby, Mass.: Bergin & Garvey. ISBN 978-0-89789-148-6. OCLC 17766277.
- Carey, Beverly (1997). 《The Maroon story: the authentic and original history of the Maroons in the history of Jamaica, 1490-1880》. Gordon Town, St. Andrew: Agouti Press. ISBN 978-976-610-028-5. OCLC 254188257.
- Coward, Barry (2002). 《The Cromwellian Protectorate》. Manchester University Press. ISBN 978-0-7190-4317-8.
- Craton, Michael (1982). 《Testing the chains: resistance to slavery in the British West Indies》. 이타카 (뉴욕주): 코넬 대학교 출판부. ISBN 978-0-8014-1252-3. OCLC 185824747.
- Diptee, Audra A. (2010). 《From Africa to Jamaica: the making of an Atlantic slave society, 1775-1807》. Gainesville: 플로리다 대학교 출판부. ISBN 978-0-8130-3482-9. OCLC 650895108.
- Drescher, Seymour (2010). 《Econocide: British Slavery in the Era of Abolition》 2판. University of North Carolina Press. ISBN 978-0-8078-7179-9. OCLC 744527642.
- Mirvis, Stanley. (2020) The Jews of Eighteenth-Century Jamaica: A Testamentary History of a Diaspora in Transition. New Haven: Yale University Press.
- Parker, Matthew (2012). 《The sugar barons: family, corruption, empire, and war in the West Indies》 (영어). New York: Bloomsbury Publishing. ISBN 978-0-8027-7798-0. OCLC 761375503.
- Patterson, Orlando (1970). 〈Slavery and Slave Revolts: A Sociohistorical Analysis of the First Maroon War, 1665–1740〉.   Price, Richard. 《Maroon Societies: Rebel Slave Communities in the Americas》. Anchor Books (1973에 출판됨). ISBN 0-385-06508-6.
- Patterson, Orlando (1973). 《The sociology of slavery: an analysis of the origins, development and structure of Negro slave society in Jamaica》 (영어). Kingston, Jamaica: Sangster's Book Stores. ISBN 978-0-246-10754-1. OCLC 1039475865.
- Petley, Christer (2018). 《White fury: a Jamaican slaveholder and the age of revolution》 (영어). 옥스퍼드 대학교 출판부. ISBN 978-0-19-250935-2. OCLC 1055160685.
- Rodger, N.A.M. (2005). 《The Command of the Ocean》. New York. ISBN 0-393-06050-0.
- Sheridan, Richard B (1974). 《Sugar and slavery: an economic history of the British West Indies, 1623-1775》. Baltimore: 존스 홉킨스 대학교 출판부. ISBN 978-0-8018-1580-5. OCLC 934359.
- Sivapragasam, Michael (2018). 《After the treaties: a social, economic and demographic history of Maroon society in Jamaica, 1739-1842》 (PDF) (학위논문). 사우샘프턴 대학교. OCLC 1011816557. 2020년 7월 28일에 원본 문서 (PDF)에서 보존된 문서. 2019년 4월 5일에 확인함.

틀:Jamaica topics